# Campagna (Italia)
Campagna (IPA: [kamˈpaɲːa], Campagna /kamˈpa?ː?/ in campano) è un comune italiano di 17 114 abitanti della provincia di Salerno in Campania.
Anticamente nota come Civitas Campaniae, la città è stata per secoli il principale centro economico, amministrativo e religioso della piana del Sele.

## Geografia fisica

### Territorio
Il territorio comunale, 135,41 km² il secondo maggior comune della provincia di Salerno per superficie, è un penepiano dei Monti Picentini composto da tre aree:
- Comprensorio montano: completamente montuoso e ricadente nel parco regionale Monti Picentini, comprende il centro storico, posto a 280 m s.l.m., in una conca alla confluenza della valle del Tenza con quella del fiume Atri e del torrente Rio, suo affluente, fra il Monte Ripalta (1014 m s.l.m.) e il Monte Calvo (1333 m s.l.m.), in una vallata utilizzata in parte per colture orticole, e nella valle del Tenza è anche presente il piccolo abitato di Avigliano (552 m s.l.m.). Un'altra valle è quella del Trigento, completamente boschiva e priva di insediamenti. La restante parte montuosa, culminante col Monte Polveracchio (1790 m s.l.m.), è coperta da boschi cedui, da castagni e faggi. Altre cime montuose sono il Monte Nero (1142 m s.l.m.), il Monte Raione (1014 m s.l.m.), il Monte Costa Calda (1166 m s.l.m.), il Monte Molaro (1210 m s.l.m.) e il Monte San Salvatore (1073 m s.l.m.). Del comprensorio montuoso fa anche parte un tratto del fiume Tusciano.
- Zone alte: area collinare popolata dai centri abitati di Serradarce (318 m s.l.m.), Puglietta (363 m s.l.m.), Romandola-Madonna del Ponte (188 m s.l.m.), Camaldoli (375 m s.l.m.), Oppidi-Varano (250 m s.l.m.), Folcata (355 m s.l.m.), San Zaccaria e Vallegrini. Ricca di uliveti (produzione olio DOP Colline Salernitane), è attraversata dal Trigento e dall'Acerra e delimitata a sud dal fiume Sele la cui sponda fa parte della Riserva naturale Foce Sele - Tanagro e a nord dai Picentini;
- Zone Basse: è un'area parzialmente pianeggiante, di origine alluvionale formata dai fiumi Sele e Tenza, delimitata a ovest dal torrente Barbieri,[5] a nord dal Monte Ripalta a est dal Tenza e a Sud dal Sele. Comprendente gli abitati di Quadrivio (191 m s.l.m.), Galdo (146 m s.l.m.), Mattinelle (109 m s.l.m.), Santa Maria La Nova (243 m s.l.m.), Pezzarotonda, Ponte Barbieri, San Vito, Rufigliano e San Paolo, è caratterizzate da una crescente densità abitativa, da colture irrigue a carattere intensivo, allevamenti bovini e insediamenti di piccola industria.
- Classificazione sismica: zona 2 (sismicità medio-alta), Ordinanza PCM. 3274 del 20/03/2003

### Clima
La stazione meteorologica più vicina è quella di Contursi Terme. In base alla media trentennale di riferimento 1961-1990, la temperatura media del mese più freddo, gennaio, si attesta a +6,9 °C; quella del mese più caldo, luglio, è di +24,5 °C.
| CONTURSI TERME     | Mesi | Mesi | Mesi | Mesi | Mesi | Mesi | Mesi | Mesi | Mesi | Mesi | Mesi | Mesi | Stagioni | Stagioni | Stagioni | Stagioni | Anno |
| CONTURSI TERME     | Gen  | Feb  | Mar  | Apr  | Mag  | Giu  | Lug  | Ago  | Set  | Ott  | Nov  | Dic  | Inv      | Pri      | Est      | Aut      | Anno |
| ------------------ | ---- | ---- | ---- | ---- | ---- | ---- | ---- | ---- | ---- | ---- | ---- | ---- | -------- | -------- | -------- | -------- | ---- |
| T. max. media (°C) | 9,9  | 10,6 | 13,9 | 17,6 | 22,0 | 26,4 | 29,8 | 30,0 | 26,1 | 20,8 | 14,2 | 13,2 | 11,2     | 17,8     | 28,7     | 20,4     | 19,5 |
| T. min. media (°C) | 3,9  | 4,4  | 6,2  | 9,1  | 12,5 | 16,6 | 19,2 | 18,9 | 16,1 | 12,3 | 7,8  | 6,1  | 4,8      | 9,3      | 18,2     | 12,1     | 11,1 |

- Classificazione climatica: zona D, 1557 GG

## Origini del nome
Il nome Campagna deriverebbe dalla contrazione della dicitura finibus Campanie usata fino ai primi anni dell'XI secolo per identificare, in documenti pubblici, i territori posti presso il fiume Sele, al confine con la Campania. In un documento del 1056 si cita per la prima volta un castellum Campanie.

## Storia

### Le origini
Notizie dell'abitato si hanno a partire dal IX in epoca longobarda. Diventato successivamente feudo dei normanni, il suo castello, Gerione, acquisì importanza diventando uno dei castra exempta amministrato direttamente da Federico II di Svevia.

### Il periodo aureo
Dal XV secolo cominciò il periodo aureo di Campagna. Con l'avvento degli Orsini di Gravina l'abitato si sviluppò notevolmente. Dal 1532 al 1641 in alterne vicende Campagna divenne marchesato: il feudo venne poi dato alla famiglia Grimaldi di Monaco che ne acquisì anche il titolo nobiliare. Durante il periodo monegasco la città fu una sede diocesana nonché capitale feudale comprendente Canosa di Puglia, Terlizzi, Monteverde, Ripacandida e il castello di Garagnone. Furono realizzati numerosi edifici sia religiosi che civili, costruite fontane monumentali e istituite accademie letterarie. Divenne capoluogo del Distretto omonimo, del Regno delle due Sicilie.

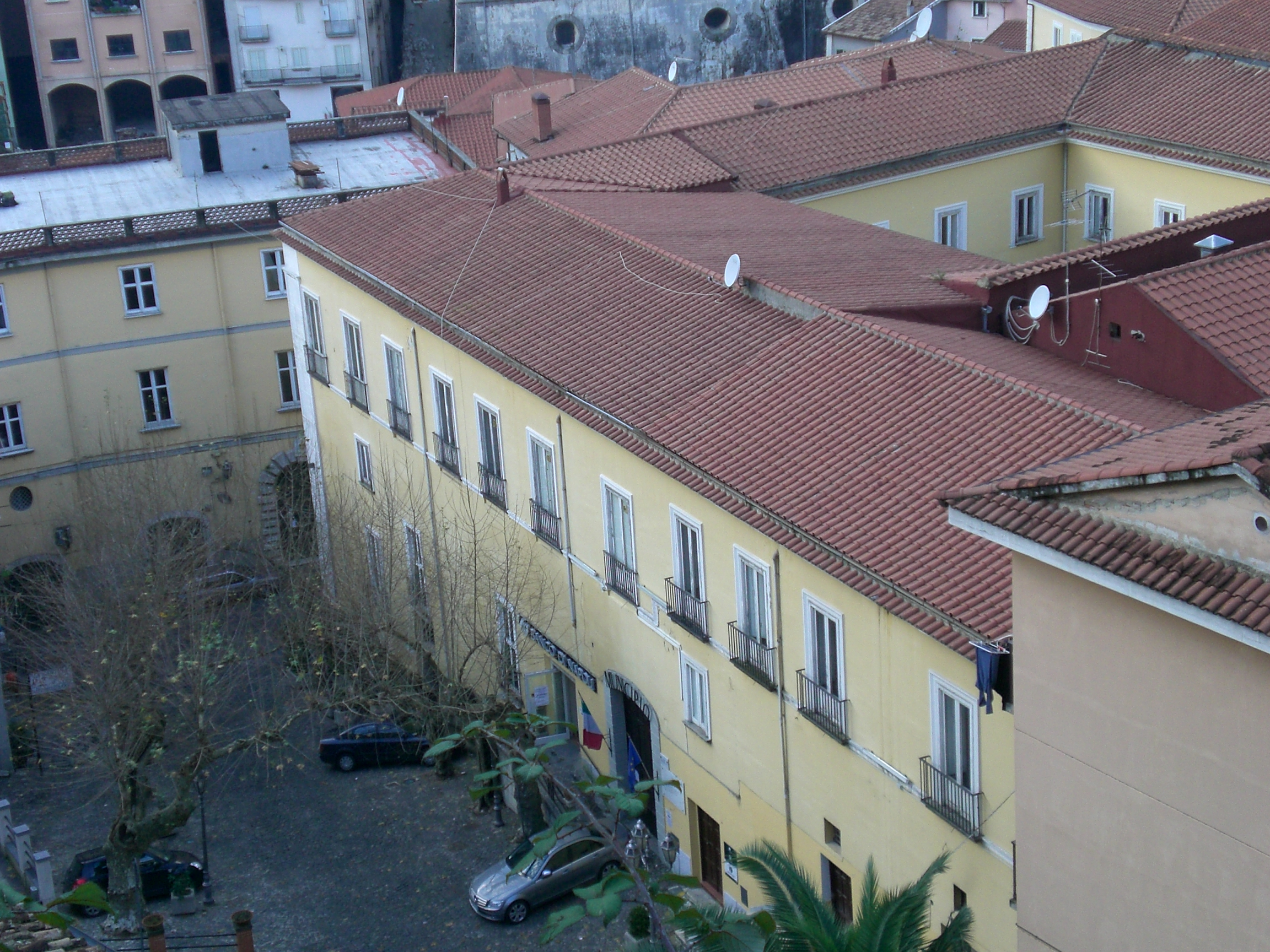
Il Palazzo municipale di Campagna, ex convento agostiniano e sede degli uffici amministrativi del Distretto, durante il Regno delle Due Sicilie, e del Circondario con il Regno d'Italia.

#### La stampa nel Principato di Salerno
Nel 1545 venne fondata la prima tipografia dell'attuale territorio salernitano, da Giovan Antonio De Nigris e Marco Fileta Filiuli nel Palazzo Tercasio (convento delle clarisse dei SS. Filippo e Giacomo), legata inizialmente alle lezioni che si tenevano nel convento dei domenicani di San Bartolomeo, dove i due fondatori insegnavano, unitamente ad altri illustri intellettuali, tra cui Giulio Cesare Capaccio. L'arte della stampa, che nel secolo XVI aveva raggiunto un alto livello con il De Nigris e il Filuli, sarebbe arrivata a particolare splendore alla metà del Seicento, ad opera del vescovo Juan Caramuel y Lobkowitz, che impiantò una nuova tipografia, dove videro la luce rare e pregevoli edizioni, con una produzione di testi che proseguì fino al 1673. Oggi, la città di Campagna, con un territorio di 135 km², per ironia della sorte, non ha nessuna tipografia.

### Il XIX secolo
Già capoluogo di distretto del Regno delle Due Sicilie, con l'unità d'Italia divenne capoluogo di circondario e sede di distretto militare. 
L'importanza ottenuta nei secoli precedenti, lentamente andò scomparendo a causa della sua posizione geografica, che non consentiva un ampliamento urbanistico adeguato.

### Il XX secolo

#### Il campo di internamento di Campagna
Negli anni della seconda guerra mondiale, due ex strutture conventuali del paese vennero adibite a campo di intenarmento civile per profughi ebrei: l'ex Convento dei Frati Domenicani di San Bartolomeo (riservato ai maschi) e l'ex Convento degli Osservanti della Concezione (riservato alle donne). Il campo, secondo per grandezza e importanza solo a quello di Ferramonti in Calabria, operò tra il 1940 e il 1943, sospitando alcune centinaia di profughi. Nei giorni del passaggio del fronte nel settembre 1943, gli internati fuggirono sui monti con l'aiuto della popolazione locale fino all'arrivo dell'esercito alleato, sfuggendo così alla cattura. Per il sostegno offerto agli internati durante il periodo di internamento coatto e al momento della liberazione, la popolazione di Campagna ha ricevuto Medaglia d'oro al merito civile dalla Repubblica Italiana.

### Il terremoto del 23 novembre 1980
Colpita dal terremoto dell'Irpinia, la città subì gravi danni a tutti gli edifici, prevalentemente negli ultimi piani delle case. I principali edifici storici vennero irrimediabilmente danneggiati ed alcuni vennero esageratamente abbattuti, tra cui ben quattro palazzi nobiliari con la classica corte (il palazzo Rocco in via Mercato, il palazzo Palladino, con due stupende rampe di scale di scuola vanvitelliana, e il palazzo Di Giorgio, ubicati quasi all'altezza della Chiesa Dell'Annunziata, lungo il Corso Umberto, in prossimità della Piazza M. Guerriero, e il palazzo Buccella, in via Giudeca, con un grande portale in pietra meraviglioso, l'unico a bugnato rustico del centro storico). Furono abbattuti alcuni vicoli caratteristici, con archi, tra i quali il più bello, in Vico 2° Mercato, e due Cappelle votive molto interessanti (XVI secolo), tra la via Normanni e via Seminario. Infine, malgrado fosse vincolato dalla Soprintendenza ai B.A.A.A.S. di Salerno, ci fu l'abbattimento a distanza di sette anni dal terremoto, nel 1987, in piena ricostruzione, dell'ex complesso conventuale degli Osservanti con la Chiesa della Concezione (XVI secolo), che fu anche sede di uno dei due campi di internamento degli ebrei, nel 1943, riservato alle donne, il quale fu toccato minimamente, senza gravi danni (se non dovuti all'abbandono degli anni 70), sia dalla tremenda scossa tellurica, che da una frana causata, da un infelice intervento in cemento armato, che otturò tutte le antiche vie di sfogo dell'acqua piovana, costruite ad arte, nel terreno sottostante l'edificio. In quello stesso anno, fu abbattuto anche il rudere dell'unico esempio di "Architettura Industriale", presente nella città: la centrale idro-elettrica di via Piè di Zappino, per costruire ex novo un palazzo condominiale che ha coperto la bella visuale sul centro antico, guardando dall'ingresso di via Roma-Corso Umberto 1°. La ricostruzione ha alterato notevolmente anche l'antico tessuto viario, soprattutto quel tratto che collega la via Giudeca al largo Giulio Cesare Capaccio, e un altro tratto che collega via Mercato a via Trinità.

### Simboli
Lo stemma e il gonfalone della Città di Campagna sono stati concessi con decreto del presidente della Repubblica del 22 luglio 1991.
Stemma
Gonfalone
Motto
Civium amor (in latino "L'amore dei cittadini").

### Onorificenze
È stata promossa un'iniziativa presso lo Yad Vashem di Gerusalemme dal Comitato Giovanni Palatucci e dal rabbino Scialom Bahbout, di far attribuire a Campagna il titolo di Città dei Giusti.

## Monumenti e luoghi d'interesse

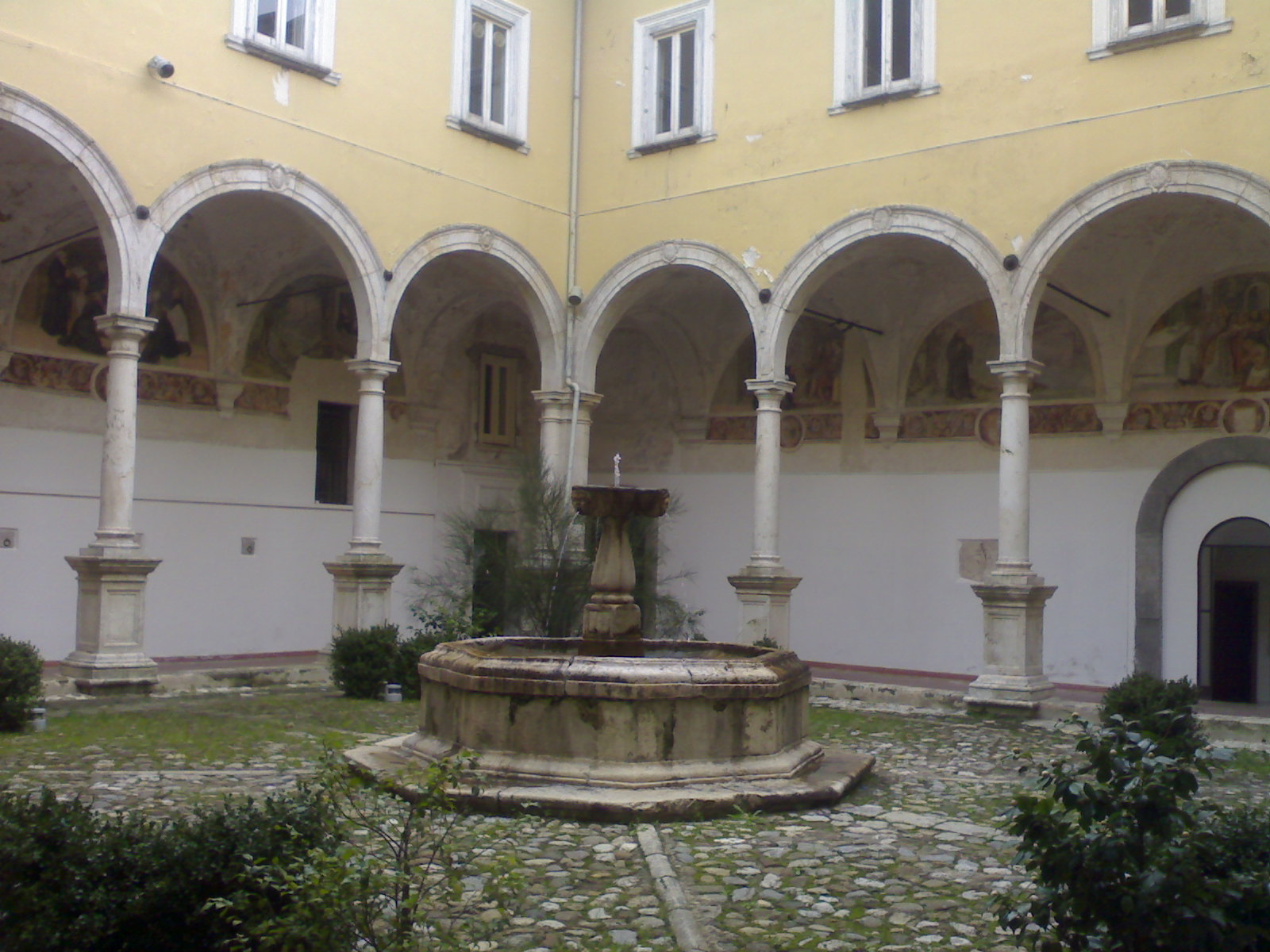
Chiostro del Palazzo di Città

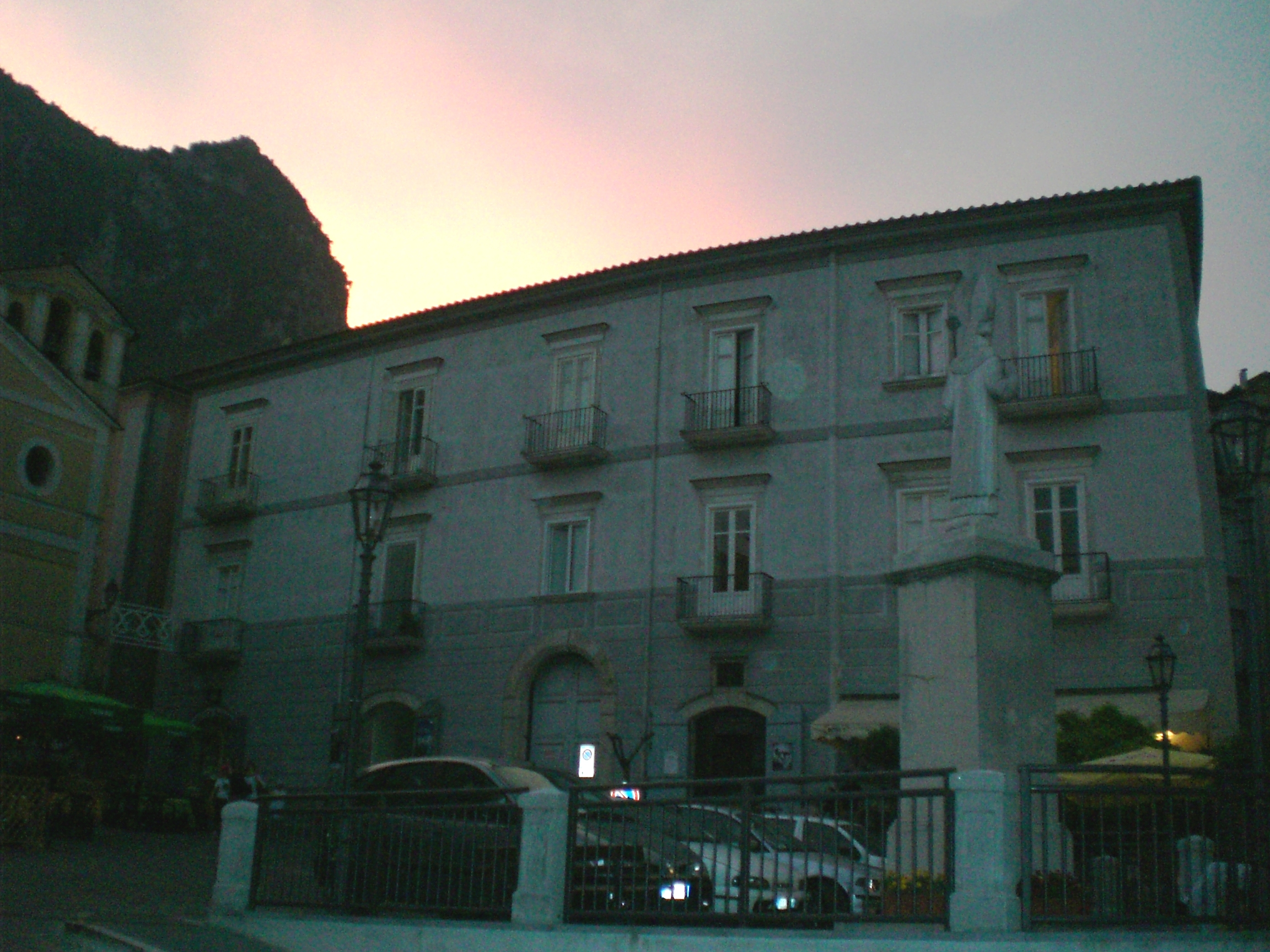
Palazzo Ducale Pironti

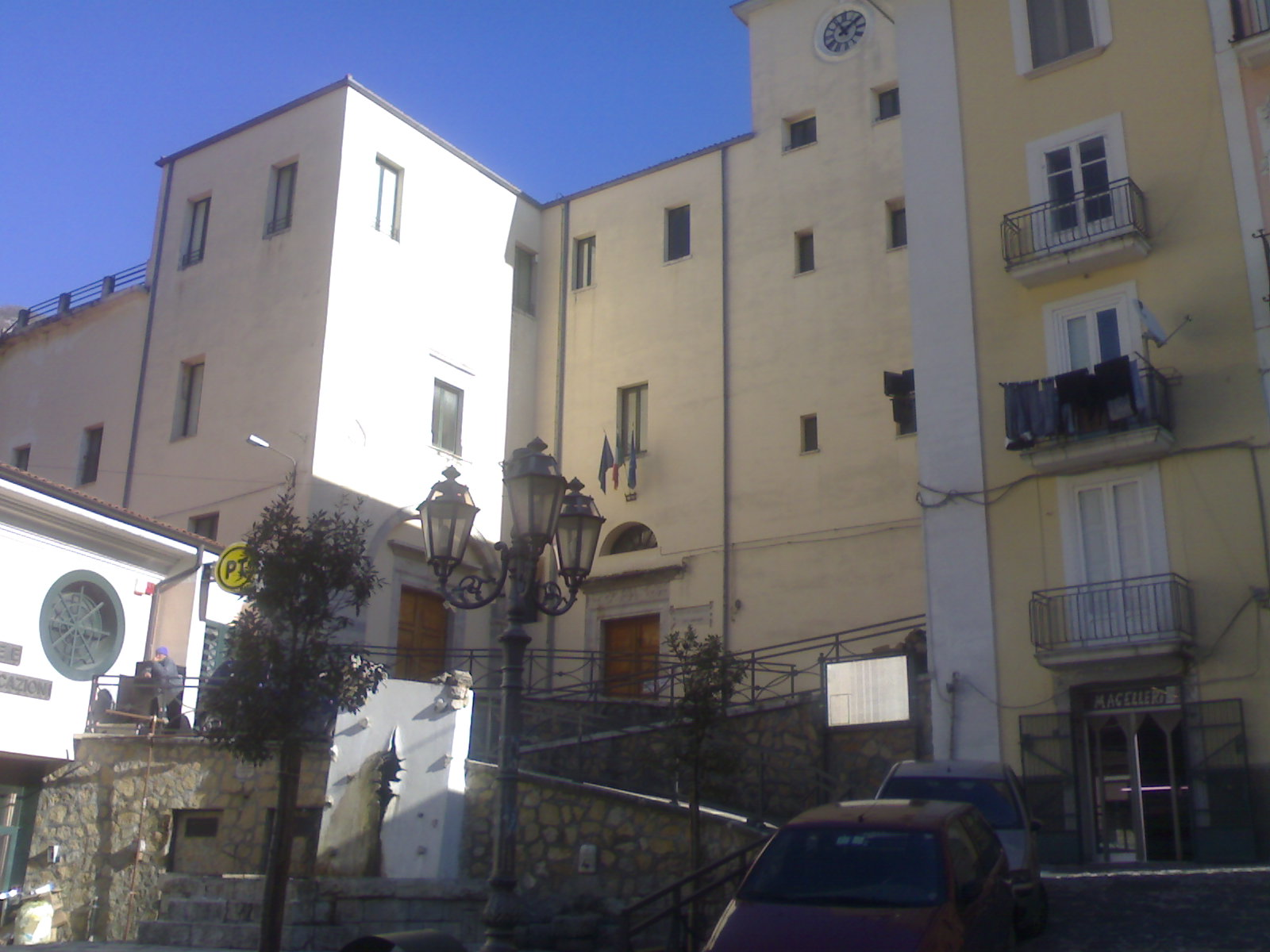
Palazzo Tercasio

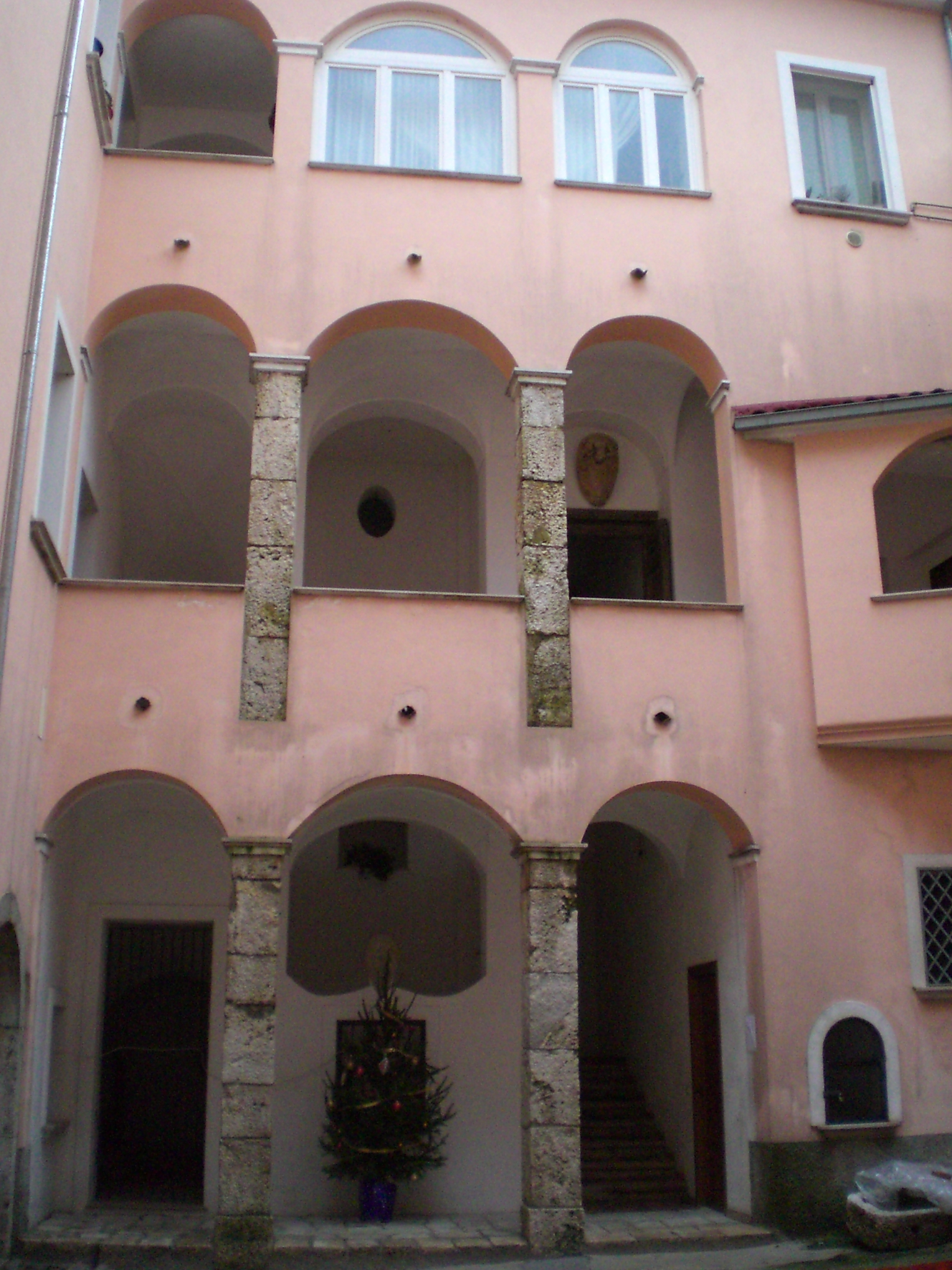
Palazzo Rivelli: particolare del cortile centrale

Elenco luoghi ed edifici di Campagna Centro storico. Per la restante parte del territorio, si vedano le singole frazioni e località.

### Architetture civili
La vicenda non è ancora molto chiara riguardo alla sua architettura ma pare, secondo quanto afferma il Vasari nelle "Vite", che vi abbia soggiornato Giulio Romano, l'allievo prediletto di Raffaello Sanzio, ri-disegnando urbanisticamente la città e alcuni palazzi nobiliari al tempo di Melchiorre Guerriero segretario dei papi Leone X e Clemente VII.
- Palazzo di Città (XIII secolo), ex convento agostiniano fatto erigere nel trecento e rimaneggiato nel cinquecento. Attuale sede dell'amministrazione comunale presenta, fra le parti di notevole pregio, un chiostro con fontana monumentale e volte affrescate.
- Palazzo Ducale (1694), edificato da Nicola Pironti (1654-1726), primo Duca di Campagna nel quartiere Zappino, di fianco alla chiesa del Ss. Salvatore. L'edificio, di forma quadrangolare, si sviluppa su tre livelli con un cortile centrale rettangolare. La facciata presenta sei finestre su ogni piano, due fondachi al piano terra e un portale in pietra. Nel cortile vi è una fontana con un mascherone in pietra e, laterali all'accesso della scala, due tondi scultorei raffiguranti delle teste. Ubicato in uno dei grandi locali del cortile interno, ha funzionato fino agli anni 70, anche un oleificio della famiglia D'Ambrosio, uno dei maggiori produttori di olio di oliva del territorio campagnese. A seguito del sisma del 1980 la struttura è stata completamente restaurata.
- Palazzo Tercasio (XIV secolo), posto a ridosso del fiume Tenza, si affaccia su Piazza Melchiorre Guerriero. Palazzo nobiliare dei conti Tercasio, nella seconda metà del Cinquecento fu ingrandito e trasformato in monastero francescano dedicato ai SS. Filippo e Giacomo, rimanendo attivo fino al 1866. La parte più antica dell'edificio è quella compresa fra il chiostro e la piazza. La facciata su piazza Guerriero, oggetto di numerosi rimaneggiamenti, è costituita da due corpi distinti: quello della cappella, e quello del convento che riecheggia la struttura di una torre. L'ingresso della cappella è caratterizzato da un basamento lapideo definito da una cornice cui si collega il portale di ingresso. L'ingresso del monastero invece presenta il portone di ingresso racchiuso in una cornice. La parte posteriore dell'edificio è articolata intorno al chiostro, che presenta su ogni lato sei arcate a tutto sesto in pietra, impostate su colonne poggianti su un basamento analogo a quelli usati nel Palazzo Municipale. Sede del Distretto Militare prima, dopo la soppressione fu adattato in Istituto Magistrale. In seguito al sisma del 1980 un'intera ala del cortile è crollata.
- Palazzo Maffey si trova nella parte alta della Città. Il grande portale con arco a tutto sesto contornato da grandi bugne e sormontato dallo stemma e da un grande balcone. Il palazzo risalirebbe all'inizio del XVII secolo. La famiglia Maffey venne a Campagna a seguito del marchese Caracciolo nel 1640 con il conte Lelio Maffey quale governatore. Lo stemma familiare è presente nel soffitto dell'ampio portone d'ingresso del palazzo.
- Palazzo dei Governatori dei Principi di Monaco (XVI secolo), edificio posto nelle vicinanze di Piazza M. Guerriero, sede del Governatore nominato nel periodo del Marchesato dei Grimaldi. Di stile barocco, nell'atrio interno, a cui si accede da via Seminario attraverso un portone in pietra finemente lavorato, è ancora ben visibile lo stemma dei Grimaldi di Monaco e dei Landi Principi di Val di Taro.
- Palazzo Rivelli (XIV secolo-XVII secolo), sorge in via Dony Rocco nel quartiere Casalnuovo. Edificato verso la fine del Quattrocento, si presenta finemente restaurato. Di forma quadrangolare, si sviluppa su quattro piani e al suo interno vi è un cortile lastricato in pietra calcarea bianca su cui si affacciano logge arcate, una scala in pietra e stucco con volte a botte al cui centro circonda un pozzo. Secondo la Soprintendenza, scambiandolo con il vicino ex convento della Concezione, è nato come ospizio per giovani donne di modesta estrazione sociale per educarle secondo la regola del Terzo Ordine Francescano, fra il 1867 e il 1872 venne adibito a caserma militare, poi adattato a fabbrica per la lavorazione di sigari fino al XIX secolo.[17] anche se ci sono molti dubbi in quanto il palazzo fu abitato dalla famiglia Rivelli sicuramente tra il XVIII e gli inizi del secolo XX.
- Palazzo Pastore-Alinante (XVI secolo), situato in via Giudeca, di fianco alla basilica, è stato restaurato dopo il terremoto mantenendolo quasi intatto. Posto su tre livelli, di stile barocco-neoclassico, al suo interno ha una cisterna, una scala sostenuta da pilastri ed una fontana parietale.
- Palazzo Viviani (XVI secolo) Il palazzo nobiliare presenta linee rinascimentali e barocche, a cominciare dal portale e dallo stemma lapideo. Nell'atrio è visibile lo stemma affrescato nel XVII secolo, inquartato con quello dei baroni Campanino e dei Pinto patrizi di Salerno. L'alto loggiato rinascimentale,  composto da colonne ed archi, un tempo recava alla base una fontana barocca, ma conserva un pozzo nascosto nella pavimentazione.
- Palazzo Bernalla (XIV secolo), posto in via San Bartolomeo, fu proprietà dei marchesi Bernalla. Di stile rinascimentale, presenta un atrio su cui si affacciano, su due livelli, colonne ed arcate in pietra e una fontana barocca con delfini. Il basamento d'ingresso del cortile è quello originale: si compone di piastrelle in cotto poste a spina di pesce.
- Palazzo Trotta (XVI secolo), è stato edificato di fianco alla chiesa del SS. Salvatore nel quartiere Zappino. Le prime notizie dell'edificio risalgono al XVI secolo, di proprietà dei Trotta, nobili conciatori di pelli. Nella seconda metà dell'Ottocento passò alla famiglia Rivelli che posero, sulla facciata, una lapide indicante il vanto di un'ascendenza con la famiglia Guerriero.
- Palazzo Cervone (XVII secolo). Su largo della Memoria, si distingue per il bel portale bugnato sovrastato dallo stemma in marmo; l'interno per le sue linee architettoniche, per l'affresco nella volta dell'atrio, la fontana neoclassica e la peschiera del cortile. Per via di successione appartenne ai Vargas Machuca principi di Migliano.
- Il Castelletto di Via Madonna delle Grazie, edificato sotto il ventennio fascista, ubicato ai margini della città sulla costa alta degli affluenti fiumi Atri e Tenza, che guarda alle due vie e prima del ponte nuovo. Si racconta che fu sede in loco, di casa dì appuntamento legalizzata. Come tutte le case in Italia, dopo l'abolizione della legge Merlin, smise tale utilizzo al servizio della comunità locale e dei comuni viciniori dell'intero territorio.
- Monumento ai caduti della 1ª guerra mondiale - Villa Comunale

Architetture industriali
- Vecchi casolari dediti alla lavorazione del formaggio e altri prodotti contadini.
- Antichi Oleifici sparsi su tutto il territorio di Campagna, prevalentemente ubicati nelle zone alte.
- Numerose Carcare, sparse tra il centro storico e il territorio -  Antiche costruzioni in pietra, che venivano usate per produrre calce per l'edilizia e altri usi.

### Architetture militari

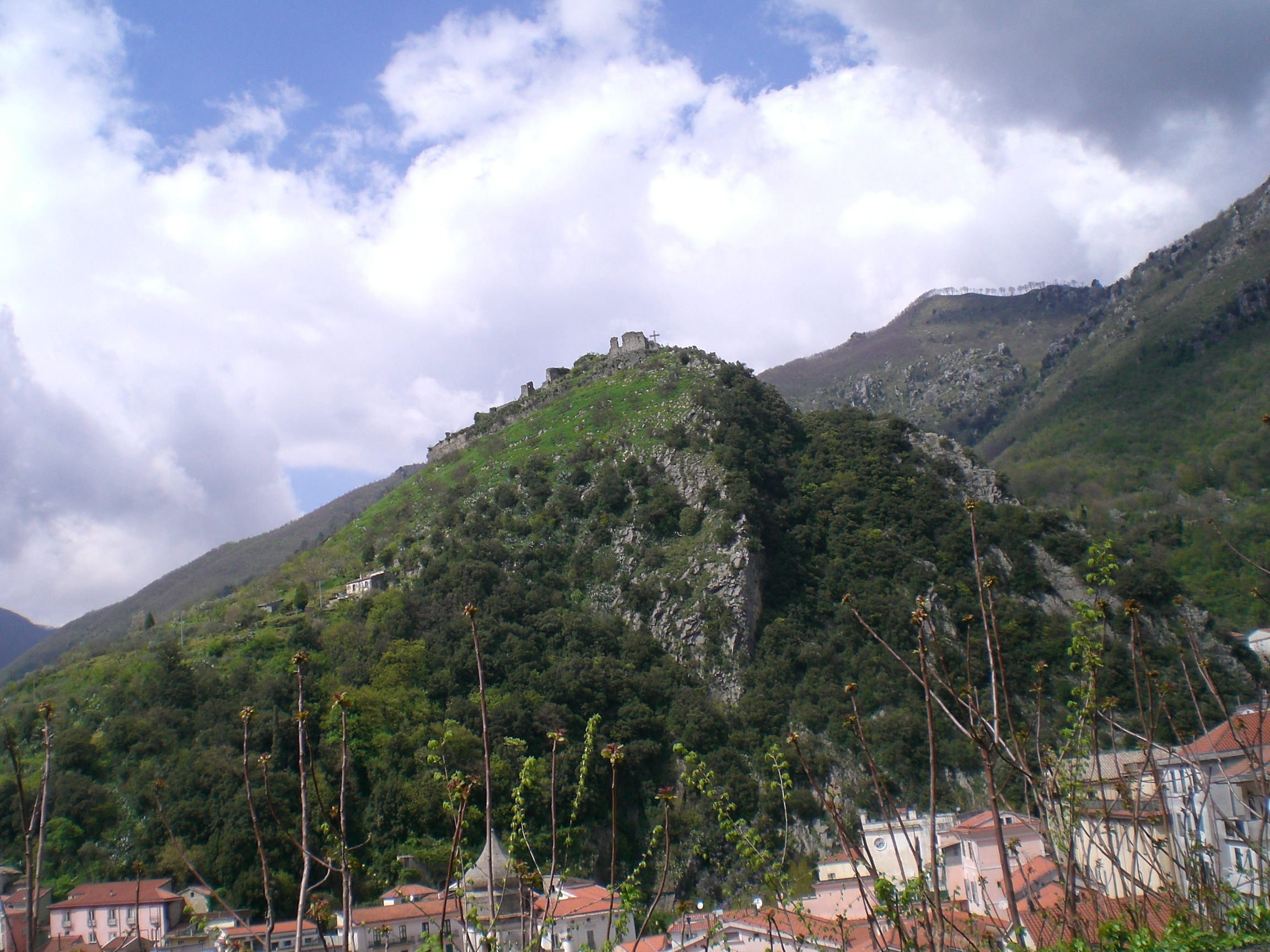
Colle Girolo.

- Castello Girone, (X secolo), fu edificato intorno all'anno mille. Situato sulla collina del Girolo ne segue l'andamento orografico a forma di fuso. Ridotto ormai a rudere sono ancora visibili i resti della torre principale a pianta quadrata, due corti separate da un ponte levatoio, alcune volte a crociera ed altre a botte, alcune cisterne, resti del palazzo signorile e resti delle mura esterne con una torre intermedia. Raggiungibile solo a piedi, da due punti della città, o dal sentiero di via San Bartolomeo, che inizia dopo le ultime case e il "Calvario", o dalla località Romanelle, imboccando via Ponte Dauli. Dalla sommità della collina, si può ammirare un panorama sull'abitato sottostante e su parte della piana del Sele.
- Castello de Alegisio (X secolo), ruderi di edificio longobardo, documentato a partire dal 1164, posti su una rupe rocciosa del monte Ripalta. Sono ancora visibili parte di una torre in pietre calcaree irregolari.

### Architetture religiose

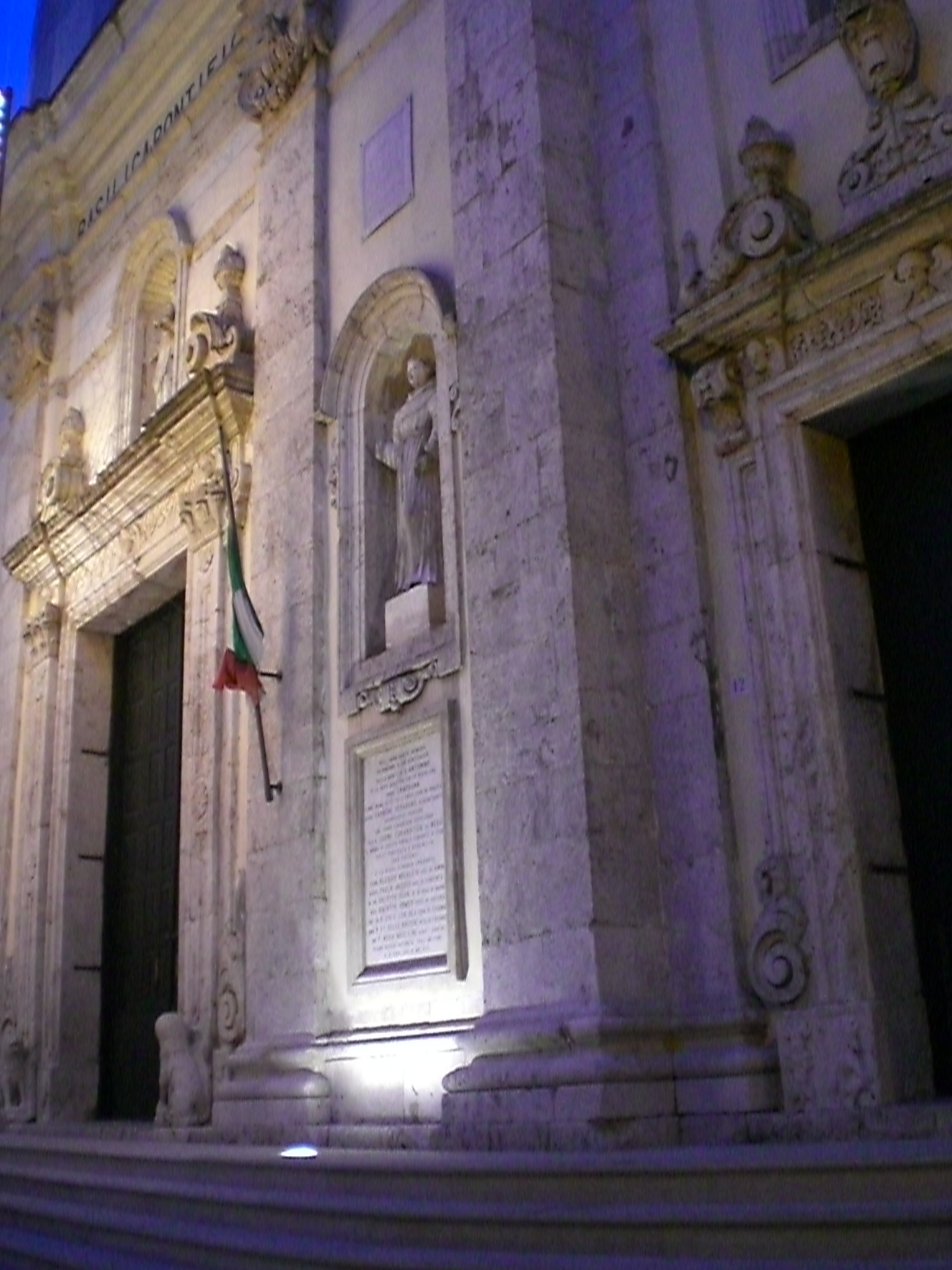
Particolare della facciata della Basilica concattedrale

- Basilica concattedrale di Santa Maria della Pace, è composta da tre luoghi di culto:
  - Cappella della Beata Vergine del Carmelo (Già S. Maria della Giudeca, originaria del 1112)
  - Soccorpo (1564-1634)
  - Basilica concattedrale (iniziata nel 1634, consacrata nel 1683)
- Palazzo vescovile (XVIII secolo), realizzato di fronte all'attuale palazzo municipale, oltre ad essere stata la dimora di alcuni vescovi, nel piano terra vi fu impiantata una delle prime tipografie del Regno di Napoli.[18]
- Chiesa della SS. Annunziata (XIII secolo), è parte dell'attuale palazzo municipale ed è stata parzialmente demolita a seguito del terremoto del 1980. Tuttora in fase di ricostruzione, della struttura originaria conserva solo due archi della navata, l'abside e molti degli arredi interni di pregevole fattura fra cui la pala di S. Maria della Cintura con S. Agostino e S. Monica opera di Michele e Francesco Curia, l'Ecce Homo, la tela di S. Gaetano, il Crocifisso, S. Nicola, S. Biagio, le reliquie di S. Serafino e di S. Vito martire e la statua di S. Liberato Martire. Di recente, nel corso di alcuni saggi, sono venute alla luce, nella zona absidale, tracce di affreschi trecenteschi.
- Chiesa di S.Giovanni (XVI secolo), posta su c.so Umberto I fu edificata prima del XVII secolo. Essa è costituita da una facciata in parte manierista e in parte barocca. L'edificio è di piccole dimensioni ed è coperta da una cupola. L'interno, finemente abbellito da stucchi, presenta tre nicchie simmetriche poste sui muri. Vi si conservano le statue di S. Giovanni Battista e S. Emidio (sec. XVII) e S. Sofia (sec. XV).
- Chiesa del Santissimo Salvatore e Sant'Antonino (XI secolo), citata in un documento del 1168. Dal 1258 ospita la colonna taumaturgica di Sant'Antonino abate ceduta dall'abbazia di Santa Maria La Nova. Nel XVI secolo subì una totale modifica (inversione della facciata) a seguito della costruzione del Palazzo Ducale. Presenta tre navate divise da cinque colonne in pietra con capitelli dorici.

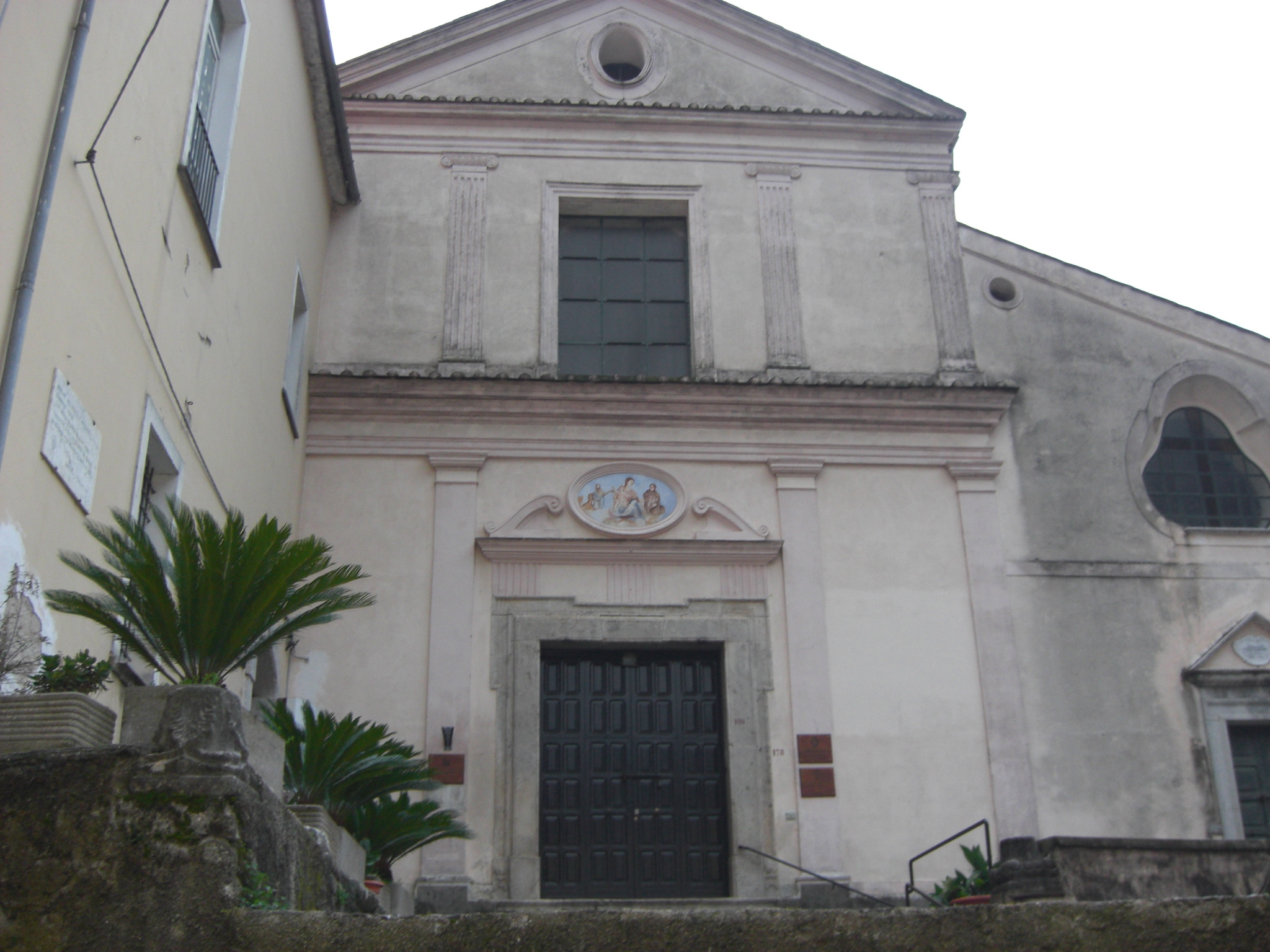
La chiesa di San Bartolomeo

- Chiesa ed ex Convento Domenicano di San Bartolomeo (XIV secolo), convento domenicano fondato all'inizio del Quattrocento nell'omonimo quartiere. Soppressa la destinazione monastica, venne usato durante il fascismo come campo di concentramento per ebrei tedeschi e polacchi. L'edificio claustrale si eleva su tre piani con chiostro centrale. Fra il 1571 e il 1572 vi compì il noviziato Giordano Bruno. Attualmente ospita l'Itinerario della memoria e della pace, una mostra permanente di pannelli fotografici riportanti documenti e foto attinenti alla Shoah in genere e alla permanenza degli ebrei durante il secondo conflitto mondiale, completata con la ricostruzione di una stanza degli internati e della sinagoga, con oggetti (presi in prestito) recuperati e raccolti, esposti a suo tempo, nelle ambientazioni della sezione museale di etno-antropologia e arte contemporanea, con annessa biblioteca (dal 1988 al 1994, nell'allestimento coordinato e curato da Angelo Riviello, artista e scenografo, incaricato dal Comune di Campagna, nel biennio 1988-89/1989-90, e poi come direttore artistico dell'associazione Giordano Bruno, spostata nel 2007, al secondo è ultimo piano dell'ala settecentesca), per istituire il "Luogo della Memoria", riservato agli ebrei ospiti, internati (oggetti del mondo contadino degli ospitanti cittadini campagnesi, e opere d'arte realizzate dagli artisti sul tema dell'Acqua e la storia del luogo, invitati al Museo, dal 1985 al 1994, nei laboratori di residence in sito, depositati, nel sottotetto, a seguito degli ultimi lavori del 2015 che, da oltre venti anni, aspettano di rivedere la luce, dando loro il nome dei donatori). La Chiesa, di forma rettangolare, è quasi priva di decorazioni a causa dei numerosi restauri; conserva un soffitto cassettonato completamente lavorato e dorato della prima metà del XVIII sec al cui interno vi sono delle tele della scuola del Solimena; un altare in legno bagnato in oro, di alta ebanisteria, magistralmente lavorato, del XVII sec, che conserva al suo interno uno dei rari esempi in Italia, di crocifisso velato e vestito del XIV secolo. Vi officiano due confraternite: l'una del SS. Nome di Dio e Crocifisso (1594), l'altra del SS. Rosario (1572).
- Monastero di San Cataldo (XII secolo), situato in località Romanella, nei pressi della Chiesa della Concezione, sulla strada carrabile, di Via Ponte Dauli che porta alle pendici del Casello aragonese "Girone", e fu un cenobio sorto nel XII secolo. Attualmente allo stato di rudere, è ancora visibile parte del presbiterio della chiesa.
- Ex Seminario arcivescovile di S. Spirito (XV secolo), edificato nella metà del Cinquecento, fu destinato a convento delle clarisse e poi a seminario arcivescovile. Composto dalla chiesa del Santo Spirito, realizzata al posto della chiesa della SS.Trinità, precedentemente abbattuta, su progetto di Giuseppe Astarita e dal monastero, ospita attualmente la biblioteca diocesana e il museo della confraternita di S. Maria del Soccorso, sito nelle catacombe.
- Ex Monastero della Maddalena (XIV secolo), situato nel quartiere Zappino, si affaccia su Largo Maddalena. In origine Palazzo De Risis, nel Cinquecento fu trasformato in un complesso conventuale. Nel corso dell'Ottocento l'edificio fu destinato a diversi usi che ne accentuarono il progressivo degrado. Nel periodo borbonico vi furono sistemate le carceri in cui erano rinchiusi i carbonari. Con l'unità d'Italia, nei piani superiori vi furono istituite le scuole elementari e in quelle inferiori, restò l'uso delle carceri, in cui venivano rinchiusi i cosiddetti "briganti". In un'ala del piano terra, raggiungibile da due gradini, si trovava il "Teatro Parrocchiale di Sant'Antonino", oggi adibito a deposito. Fino agli anni 60 e 70, le carceri ospitarono normali cittadini accusati di furto e di illegalità varie consumate ai danni della comunità. Dopo la guerra fu adibita a varie attività. Alla fine degli anni 70 fu sede di "Radio Campagna Antenna uno", ed oggi, dopo i lavori di restauro a seguito del terremoto del 1980, ospita di nuovo le scuole elementari. Dell'impianto originario è rimasta la sola facciata.
- Ex Chiesa e convento degli Osservanti della Concezione (XV secolo), ubicato nel quartiere Casalenuovo, ridotto a rudere, è stato demolito nel 1987, pur salvandosi dalla scossa del terremoto del 1980 e da una frana causata a seguito di un intervento tecnico scellerato che doveva salvaguardare il terreno sottostante. Durante il periodo fascista fu destinato, insieme al convento di S. Bartolomeo a campo di concentramento per ebrei deportati di sesso femminile. Attualmente l'arcata del chiostro è stata ricostruita come ricordo del cinquecentesco edificio, e sono in atto lavori di recupero dell'area attigua ai ruderi.

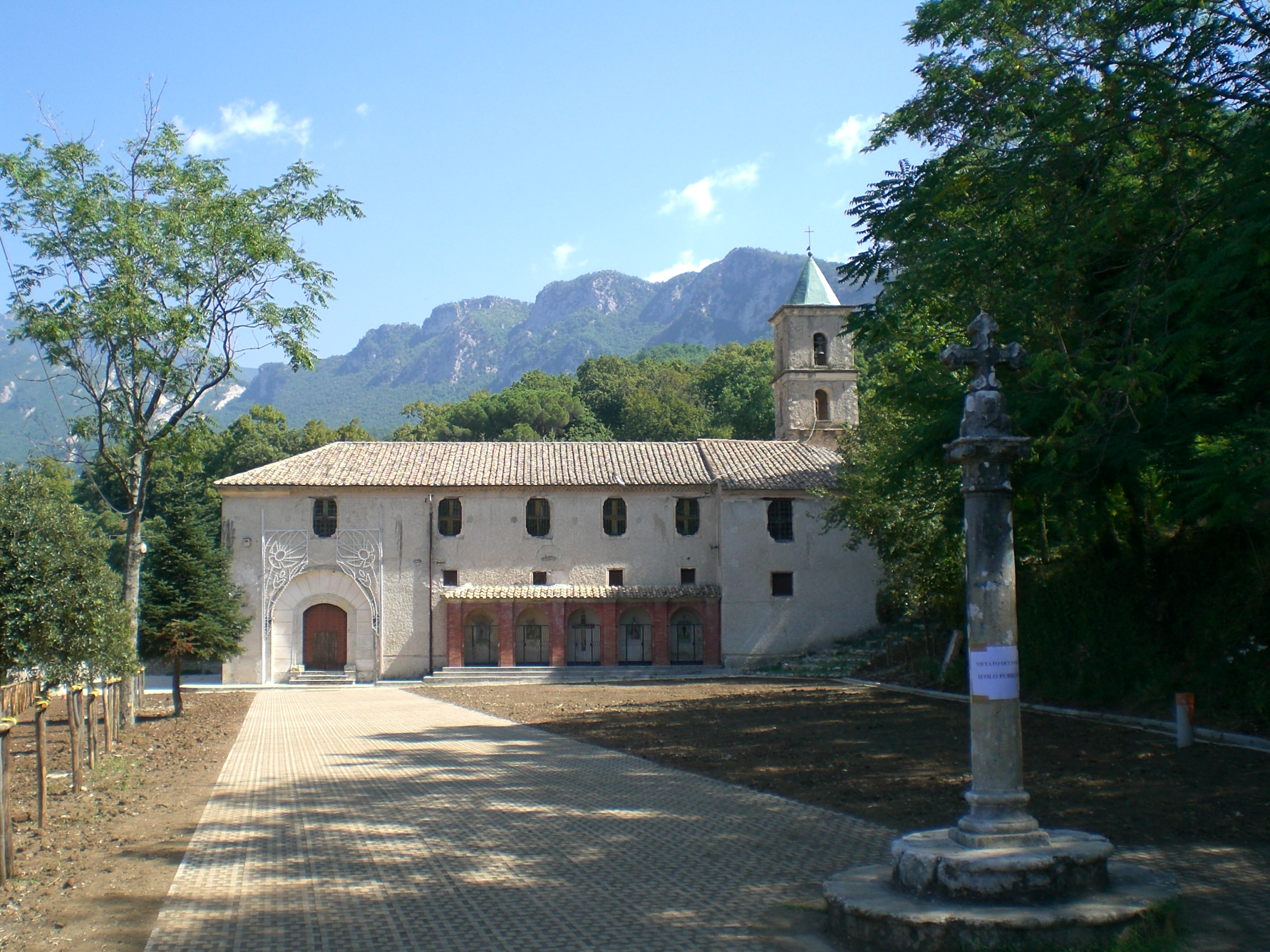
Il Santuario della Madonna d'Avigliano

- Santuario della Madonna di Avigliano con ex Convento dei Frati Francescani (1377), situato in loc. Avigliano è un complesso religioso composto dalla chiesa, dal convento e da un parco.
- Ex Abbazia Benedettina di Santa Maria La Nova (1220), ubicata nell'omonima frazione è composta da un chiostro d'ingresso (XIII secolo), la chiesa (XVIII secolo), un chiostro piccolo (XVI secolo), un vano scale (XVI secolo) e il refettorio con celle.
- Ex Monastero di San Martino (XVI secolo), ex convento dei Frati minori cappuccini, in località Folcata, realizzato su uno sperone roccioso all'ingresso della finestra tettonica del fiume Tenza. Il complesso religioso, da alcuni anni è soggetto a lavori di restauro (molto discutibili, per non dire inappropriati, soprattutto nella zona ricostruita, intonacata e pitturata).
- Eremo di S.Erasmo e S.Giacomo degli eremiti (1192), chiesa-monastero benedettino ormai rudere, posto in una grotta a 720 m di altitudine sul versante orientale del monte Ripalta.
- Eremo di San Michele di Montenero, Piccolo cenobio benedettino contenuto nel cavo di un'altissima rupe posto a circa 1000 metri di altezza nella valle del Trigento.
- Eremo camaldolese di S. Maria Domenica (XVI secolo), fondato dai camaldolesi di Napoli e dedicato a Santa Maria Domenica, martire cristiana sotto Diocleziano uccisa, secondo la tradizione, nelle vicinanze.
- Cappella/Chiesetta della Madonna delle Grazie, situata nell'omonima via.
- Cappella di Santa Lucia, situata nell'omonima via.
- Cappella votiva della Madonna di Avigliano, in Via Piè di Zappino, a pochi metri prima della Porta ad Arco, antico ingresso della città.
- Cappella privata (ex proprietà famiglia Nuzzolo, da risanare) della Madonna d'Avigliano, ubicata sull'antico sentiero (località Avigliano 2°) che dal centro storico, salendo per la Concezione, portava a piedi centinaia di pellegrini, al Santuario di Santa Maria di Avigliano-Ex Convento dei frati Francescani (sec. XVI), durante la quindicina (dall'1 al 15 di agosto di ogni anno) dedicata alle festività della patrona di Campagna.
- Cappella di Sant'Antonino Abate Liberatore degli ossessi, lungo la Via che porta alle zone alte della città/territorio, in prossimità dell'ex Convento dei Frati Cappuccini e Piazza d'Armi (Folcata).
- Chiesa Madre in località Sant'Angelo, eretta prima dell'anno mille, detta "antico Vescovado". Chiesa ridotta in rudere, che andrebbe salvaguardata e protetta, come uno dei segni fondamentali del penultimo insediamento della città.
- Cimitero comunale (1878), realizzato in località Calli a circa 4 km dall'abitato, è dotato di una cappella realizzata su una preesistente dedicata alla Madonna della Neve.[19]

### Altro
Fontane pubbliche:

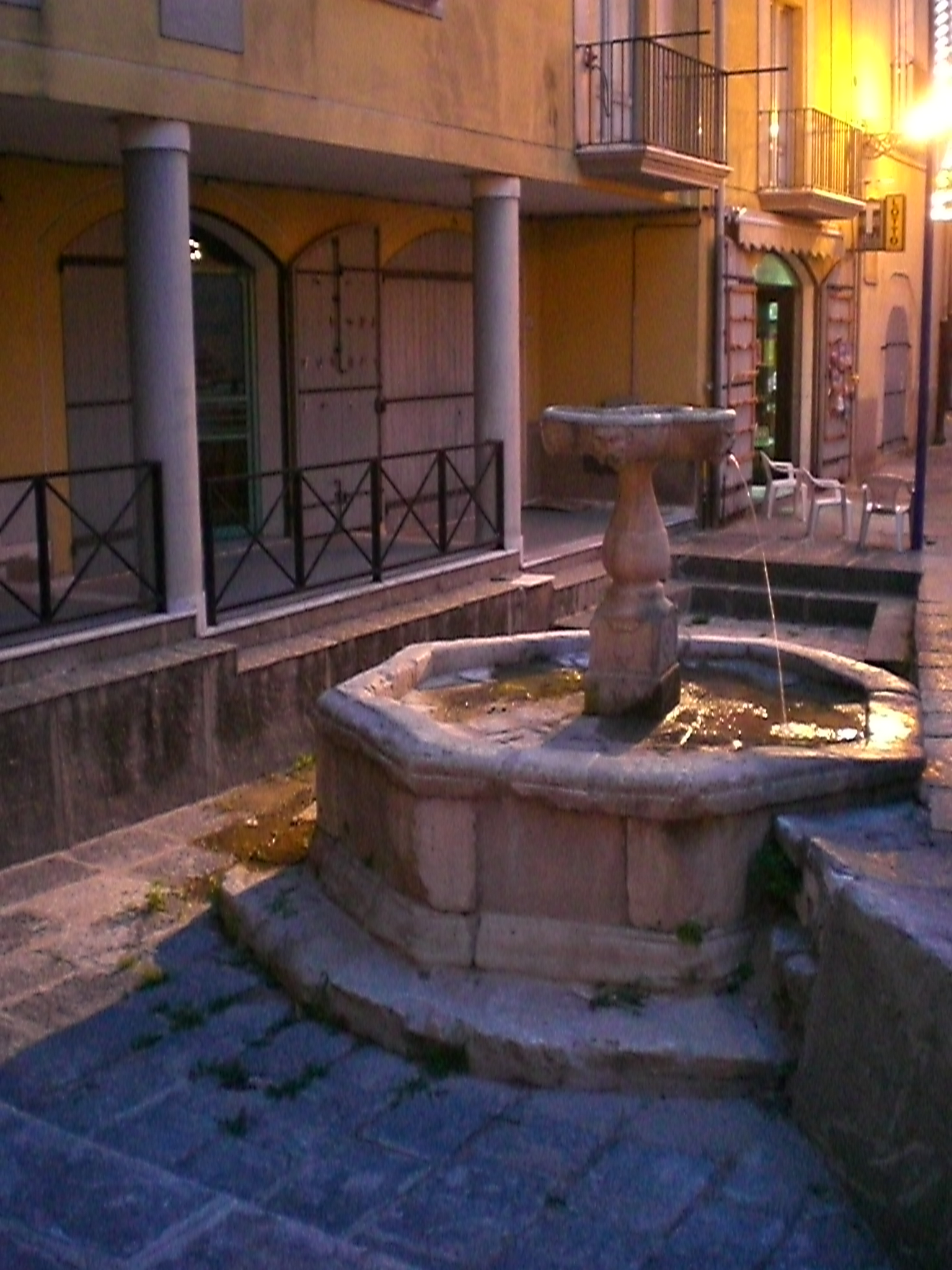
Fontana della Giudeca

- Fontana della Giudeca (1634) in Via Giudeca
- Fontana di Sant'Antuono (1634) di Via Roma-Largo Nassiria (ricostruita in piccolo, tra il 2000/2002, l'antica fontana del 600/700, abbattuta negli anni sessanta
- Fontana di Santa Lucia (1600) in Via Santa Lucia
- Fontana della Cortiglia (XVII secolo), in Via San Bartolomeo, ristrutturata (per rischio crollo del muro di contenimento) alcuni anni fa
- Fontana della Parrocchia (XIX secolo), situata in Via San Bartolomeo, era abbellita con capitelli d'epoca normanno-sveva trafugati in epoca recente.
- Fontana della Chiena (1982-1994), realizzata con reperti in pietra e terracotta del dopo-sisma del 1980, in Piazza Guerriero
- Fontana della Trinità (2003-2004)-(ex Lavatoio pubblico con tettoia in coppi intrecciati, abbattuto dopo il terremoto del 1980), di anonimo, in Via Trinità

Altri segni antichi e moderni:
- La Porta ad arco in Via Piè di Zappino, ingresso principale alla città antica (da risanare completamente, mediante restauro conservativo, unitamente alle mura esterne e interne, in pietra a faccia vista) di contenimento, sulla lunga e antica rampa medievale, pavimentata con pietre di fiume (coperte da molti anni dal cemento, per renderla carrabile), che porta a Zappino, il secondo quartiere, sorto dopo l'anno mille.
- Un ponte medievale del dopo anno mille, parzialmente crollato per incuria del tempo, che univa le due sponde delle acque dove si uniscono i due fiumi affluenti Tenza e Atri, nei pressi della Porta ad arco di Via Piè di Zappino.
- il Calvario (1600), in Via San Bartolomeo, ultime case dell'antico quartiere, inizio sentiero per il Castello Gerione;
- le Carcare - costruzioni caratteristiche in pietra, che venivano usate per produrre calce per l'edilizia e altri usi. Nelle immediate vicinanze del centro abitato, se ne possono ammirare quattro: la prima (molto ben visibile) sulla via alta che porta in località Cappuccini e Piazza d'Armi, subito dopo la Cappella di Sant'Antonino e prima della "Pietra Spaccata"; la seconda sulla strada iniziale di Via Madonna delle Grazie per San Leo, in uno dei sentieri che portano in alta montagna (zona ex mattatoio comunale), la terza si trova nella via bassa che porta a San Vito, prima della salita verso il Quadrivio e in direzione autostrada del sole, luogo chiamato "Jesus". La quarta, ben visibile in lontananza, soprattutto d'inverno, dalla strada che porta ai Cappuccini, ubicata su un sentiero parallelo alla via provinciale che porta a San Vito-Quadrivio, prima del luogo "Jesus". Queste ultime, sono coperte da vegetazione, o si confondono con il verde e la roccia della montagna.
- Ponte dei Preti: edificato nella prima metà del Cinquecento a seguito della costruzione della cattedrale.
- Ponte di piazza Guerriero: eretto nel Cinquecento, è uno dei principali simboli di Campagna e riportato su cartoline postali. Nel muro di sinistra del ponte è incastonata un'epigrafe romana riportante la seguente dicitura "N(UMERIUS) AIVS SVCCESSVS AUGUSTALIS NUCERIAE MARCIAE MEROAE COIVGI ET SIBI CUM QVA VIXIT A. LIII".
- Monumento ai caduti, largo Sant'Antonio
- Monumento ai carabinieri Fortunato Arena e Claudio Pezzuto, decorati con medaglia d'oro al valor militare.
- Memoriale del bombardamento del 17.09.1943, Largo della Memoria.
- Statua di Sant'Antonino Abate (1982) di artigiano anonimo, ubicata in largo Giulio Cesare Capaccio
- Bassorilievo di Giovanni Palatucci, ubicato in piazza Teatro.
- Bassorilievo del vescovo Giuseppe Maria Palatucci, di Nino Aiello ubicato sulla facciata dell'Episcopio, in corso Umberto I.
- il Buon diavolo (durante un laboratorio nell'edizione 1987 della Rassegna dell'Acqua-La Chiena-Ambiente come Scultura) di Antonio Pierro, ubicato sulla sponda destra del fiume Tenza, in località detta  "Sorgente delle Chiaviche".
- la Fontana della Chiena (1982- durante un laboratorio-cantiere, nell'edizione 1994 della Rassegna dell'Acqua), di Angelo Riviello, con reperti in pietra e terracotta del dopo-sisma del 1980, ubicata in piazza Guerriero.
- il Pesce-Lupo (2006 - durante un laboratorio-cantiere, nell'edizione della Rassegna dell'Acqua), di Peter Fraefel (Svizzera), collocato nel fiume Tenza, nella cascata sotto il ponte in pietra di piazza Melchiorre Guerriero.
- Di valore antropologico, e oggetto di vari studi, e anche di un reportage fotografico di Ferdinando Scianna,[20] è il Tempio del Beato Alberto, un luogo di culto di rito cattolico ma non ufficiale, ubicato a Serradarce.[21][22]
- Di notevole valore antropologico-religioso è la Colonna Taumaturgica di Sant'Antonino (d'epoca normanno-sveva), il liberatore degli ossessi (patrono di Campagna, dove nacque, e di Sorrento, dove fu vescovo e morì), la cui leggenda religiosa vuole che il santo abate benedettino si facesse flagellare dal demonio, dopo essersela portata dietro dall'Abbazia di Montecassino dove compì il noviziato, per resistere alle sue tentazioni. La Colonna si venera nella Chiesa del Santissimo Salvatore e Sant'Antonino in Largo Giulio Cesare Capaccio, nell'antico quartiere di Zappino. Molti sono stati gli indemoniati graziati dal Santo Abate, nei secoli fino a oggi.

### Aree naturali

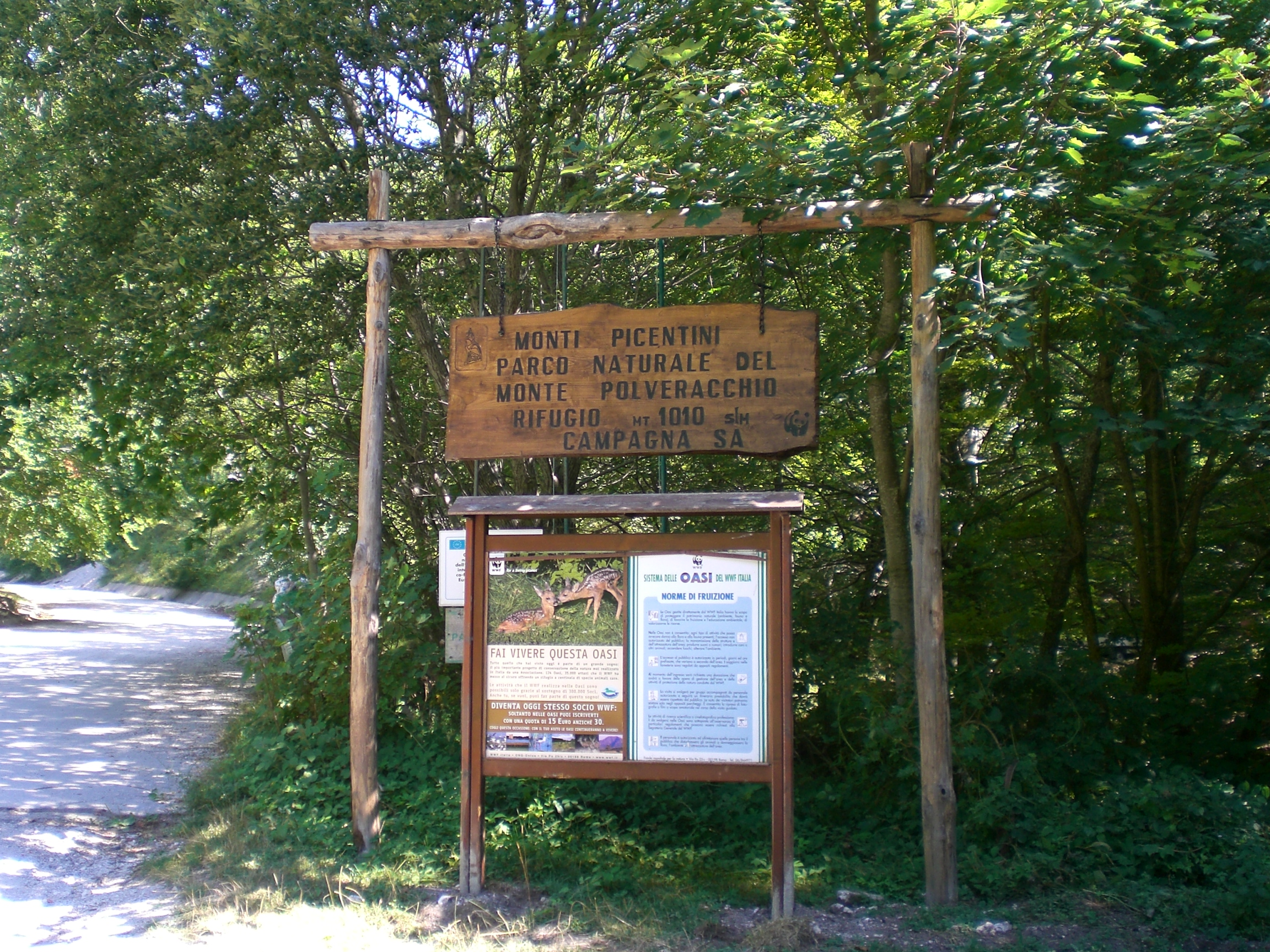
Ingresso Oasi Polveracchio

- Oasi naturale del Monte Polveracchio
- Oasi naturale di Persano
- Riserva naturale Foce Sele - Tanagro
- "Chiatrone": Tratto del fiume Tenza che, nei periodi estivi, viene usato come luogo di balneazione. È raggiungibile attraverso un percorso turistico-pedonale lungo il canale della Chiena, che parte da Piazza M. Guerriero, e un altro da Via Casalnuovo
- "Chiancone", è il primo tratto del fiume Tenza che si incontra, nei periodi estivi come il luogo più vicino al centro storico, ubicato alle spalle della Maccarunera. Si raggiunge a piedi da piazza M. Guerriero e da Via C. Cesarano.
- "Sciumare e Chiatrella": due tratti nello stesso luogo del fiume Atri che fino alla fine degli anni settanta venivano frequentati per la balneazione estiva. Il primo da gente matura e il secondo dai bambini e adolescenti che volevano imparare a nuotare. Dopo il terremoto del 1980 è andato in disuso con interventi abusivi nel sito tra le due sponde e riempito, sempre abusivamente senza nessun controllo da parte degli enti preposti, di materiale edile di risulta durante la ricostruzione nelle zone alte adiacenti. Il luogo in località "Vignola", è raggiungibile da Largo Giulio Cesare Capaccio fino a raggiungere il ponte di Via Atri e dalla Via per San Leo fino ad imboccare il sentiero che porta direttamente alla Vignola. Da oltre 30 anni, i cittadini che hanno memoria, aspettano una bonifica da parte delle Istituzioni locali, e un interessamento da parte delle associazioni ambientaliste.

#### Sentieri naturalistici
- Sentiero Giustino Fortunato: percorso naturalistico lungo 42 km che collega il centro storico ad Acerno, attraversando le località Avigliano e Cerreta, superando il valico Cancello di Sinicolli e costeggiando la vetta del monte Polveracchio.[23]

#### Grotte
- Grotta dei briganti: cavità naturale rivestita in muratura grezza (calce e pietra), con feritoie irregolari lungo tutta la facciata, posta a 280 m s.l.m. circa, sul versante settentrionale del monte Ripalta, nella valle dell'Atri, a ridosso del quartiere Zappino, da cui è raggiungibile con un breve percorso turistico-pedonale. Per molti anni è stata murata e resa inaccessibile.
- Grotta di San Michele "Eremitaggio in Montenero" di Campagna.[24]
- Grotticella sulla strada di Campagna, che dal centro storico porta a San Vito.[24]
- Grotta dei Cappuccini di Campagna.[24]
- Grotta di San Giacomo "Eremitaggio sul Monte Sant'Elmo", sul versante ebolitano.
- Grotticella, sulla stradina lungo il fiume Tenza, in pieno centro storico, a seguito dei nuovi lavori di urbanizzazione, che porta a Via Piè di Zappino.

## Società

### Evoluzione demografica
Abitanti censiti

### Etnie e minoranze straniere
Al 31 dicembre 2015 a Campagna risultano residenti 1 064 cittadini stranieri. Le nazionalità principali sono:
1. Romania, 462
2. Marocco, 269
3. Ucraina, 59
4. Bulgaria, 37
5. Polonia, 37
6. Ghana, 27
7. Cina, 20
8. Senegal, 20

### Religione
Il territorio comunale è incluso nella forania omonima dell'arcidiocesi di Salerno-Campagna-Acerno, suddivisa in dieci parrocchie.
Le confraternite esistenti sono:
- Confraternita dei Cinturati di Santa Maria del Soccorso: fondata nella prima metà del XIV secolo, attualmente si occupa delle catacombe di S. Spirito, del relativo museo e dei restauri della chiesa dell'Annunziata.[27]
- Confraternita del Santissimo Rosario, vivente già nel 1572.[28]
- Confraternita di Santa Maria della Neve, istituita nel 1258.[29]
- Confraternita del Monte dei Morti, istituita nel 1627.[30]
- Confraternita del Santissimo Nome di Dio, istituita nel 1538.[28]

### Chiesa Cristiana Evangelica
Presente a Campagna anche la comunità Cristiana Evangelica con la Chiesa Cristiana Evangelica Pentecostale "Fonte d'Amore", guidata dal Pastore Francesco Micocci.

### Istituzioni, enti e associazioni
Campagna è dotata di un poliambulatorio (ASL locale) realizzato a seguito del terremoto dell'Irpinia da campagnesi emigrati, in località Vignola, sulla Via per San Leo, a ridosso di Via Atri-Quartiere Zappino.

## Cultura

### Biblioteche
- Biblioteca vescovile e archivio vescovile

Fondata nel XVII secolo, la biblioteca comprende il seguente patrimonio: 58 manoscritti, 10.200 volumi ed opuscoli (470 edizioni del Cinquecento, 920 edizioni del Seicento, 3.570 edizioni del Settecento, 1.970 edizioni dell'Ottocento, 2 stampati musicali); periodici.
- Biblioteca Comunale.
- Biblioteca del Museo di Etno-Antropologia e d'Arte Contemporanea-Luogo della Memoria (Centro Arte Giordano Bruno: in fase di recupero, del patrimonio cartaceo rimasto, dopo il lento e traumatico abbandono e degrado, verificatosi, dal 1994-95 ad oggi).
- Biblioteca del Liceo Linguistico- Liceo Musicale / Istituto d'Istruzione Superiore  "Teresa Confalonieri".
- Biblioteca dell'IPSIAM
- Archivio/Videoteca "Festival dell'Acqua - 'A Chiena"- Spazio Utopia, dove è conservata una buona consistenza di video-arte, video-documentari, stampati vari con manifesti, locandine, dépliant, cataloghi, e un numero imprecisato di piccole opere della mail art internazionale sul tema dell'acqua e la storia del luogo.

### Scuole
Scuole secondarie di II grado
- Liceo Linguistico Psicopedagogico (ex Istituto Magistrale) T. Confalonieri (adesso anche Liceo Musicale);
- I.P.S.I.A.M. Campagna, dipendente dal Liceo Linguistico e Musicale (ex Istituto Magistrale) T. Confalonieri.

### Musei

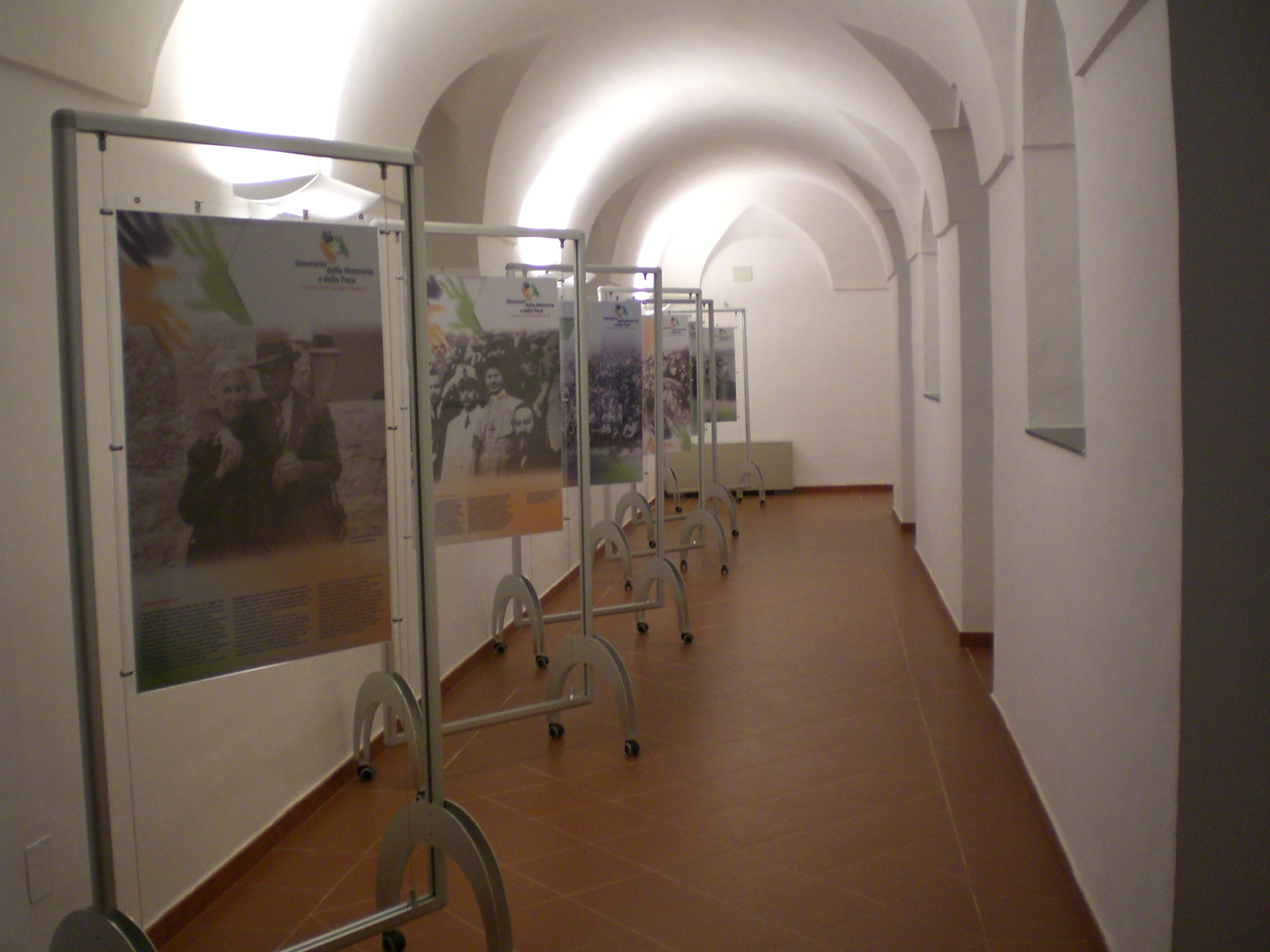
Itinerario della memoria e della pace, particolare della mostra

- Itinerario della memoria e della pace;

In detto luogo, tra il piano terra e il primo piano (ex convento dei Frati Domenicani), oltre a conservare la memoria degli ebrei internati, ha compiuto il noviziato e celebrato la prima messa nella chiesa di San Bartolomeo, Giordano Bruno, il più grande filosofo italiano di fama universale. Inoltre al secondo e ultimo piano (ala settecentesca) vi sono conservate le opere degli artisti sul tema dell'acqua e storia del luogo, che diedero un notevole contributo nel recupero della "Chiena", in attesa di sistemazione ed esposizione al pubblico, realizzate durante i laboratori della "Rassegna dell'Acqua-La Chiena", dal 1985 al 1994, facente parte della sezione Museo Etno-antropologico (cultura contadina) e di arte contemporanea, con un notevole numero di oggetti raccolti dal 1982 al 1994 (il contesto storico dei cittadini campagnesi che ospitarono gli ebrei durante la 2ª guerra mondiale), catalogati tra il 2002 e il 2003 (a cui bisogna ancora dare un nome, per una ri-catalogazione generale: quello dei donatori e ufficializzare tale donazione, da parte del Comune di Campagna), unitamente ad un inizio di Biblioteca Museale sugli argomenti specifici (da ricostruire, dopo il lento e traumatico abbandono e degrado, verificatosi, dal 1994-95 ad oggi).
- Museo della confraternita dei cinturati di Santa Maria del Soccorso: Il percorso museale è stato realizzato nelle catacombe della chiesa di S. Spirito e dell'ex seminario arcivescovile. Sono presenti i paramenti sacri della confraternita e arredi sacri provenienti dalla chiesa dell'Annunziata (abbattuta a seguito del terremoto del 23 novembre 1980).
- Museo Monte dei morti della Beata Vergine del Carmelo: Itinerario suggestivo rivisitando il passato tra funzioni e sepolture. Chiesa Madonna del Carmine, Campagna SA, sede della Confraternita Monte dei Morti Beata Vergine del Carmelo
- Museo di etno-antropologia e d'arte contemporanea-Centro arte Giordano Bruno (MEAC): vi è custodita la memoria di Giordano Bruno, oggetti d'uso quotidiano e attrezzi artigianali del mondo contadino, e una collezione di opere d'arte contemporanea, con un ridesign di oggetti,tipici d'uso comune (come un certo numero di panche, e le famose carrozzelle di legno, dei giochi infantili e adolescenziali) realizzate in laboratori site-specific dal 1985 al 1994,  sul tema dell'acqua e la storia del luogo, in occasione della Rassegna/Festival dell'acqua - La Chiena.

### Media

#### Stampa
Negli anni 70 e 80, un mensile, stampato interamente in ciclostile, ha raccontato la cronaca locale, del prima e del dopo terremoto, contenente finanche una pagina di satira: si chiamava "Il Setaccio", organo indipendente, malgrado venisse stampato nella sede del P.C.I. e del Sindacato CGIL (ex Cantina di Minella).
- I fatti, mensile
- Coscientia, bimestrale

Edizioni (arte contemporanea e storia del luogo)
Associazione Giordano Bruno
Associazione Utopia Contemporary Art

### Cinema
Nel 1963 la cittadina è stata uno dei set cinematografici del film hollywoodiano I vincitori (The victors). Prodotto, diretto e scritto da Carl Foreman, narrava la storia di un gruppo di soldati americani, dopo lo sbarco sulle nostre coste, durante la seconda guerra mondiale. Furono centinaia le comparse da parte di cittadini campagnesi di ogni età. Fra gli interpreti vi furono Rosanna Schiaffino, George Peppard, George Hamilton, Romy Schneider, Senta Berger, Eli Wallach, James Mitchum, Vince Edwards e Peter Fonda. Il film fu candidato ai Golden Globe nel 1964.
Tra il mese di agosto e il mese di dicembre del 1977, furono realizzati due film indipendenti in super 8 (due corti), "il Sciumare" e "il Maiale", di Angelo Riviello. Il primo narrava la storia dei bagni estivi, in piena estate, di un gruppo di ragazzi nel fiume Atri a ridosso del centro storico, alle pendici del Quartiere di San Bartolomeo, e il secondo, sulla consueta uccisione dei maiali nel mondo contadino, in pieno inverno, che una volta avveniva in alcuni quartieri periferici della città. Nel 1999, furono entrambi proiettati in una Rassegna Internazionale di Video Arte -Video.it  (Arte Giovane), che si tenne a Torino in San Pietro in Vincoli. Il secondo ("il Maiale"), fu proiettato al pubblico anche in una Galleria d'Arte di Marsiglia (Galerie du Tableau), nel 2008. Entrambi i film fanno parte della collezione (video d'artista), del GAM, Galleria d'Arte Moderna di Torino.
Nel luglio del 2001, Campagna ospita la troupe del thriller Inseguito, di Luca Guardabascio, film indipendente con preponderanti sfumature noir.
Circa 2 000 campagnesi partecipano al lungometraggio come comparse e generici nella scena della purificazione e dell'acqua (la Chiena).
La pellicola premiata alla 55ª edizione del Festival del cinema di Salerno, al Palermo Film Festival e al festival del Nuevo Cinema Cubano, ha tra gli interpreti Fabio Testi, Lidia Vitale e Nanni Candelari.

#### Radio e Televisione
Verso la fine degli anni 70, prima del tragico terremoto del 23-11-80, era attiva una radio libera: Radio Campagna Antenna 1
Tra gli anni ottanta e novanta del XX secolo è stata attiva un'emittente televisiva privata: Telecampagna diretta da Antonio Ulino.

### Arte
- Spazi Espositivi Camp' Art;
- Spazio Utopia Contemporary Art
- Associazione Giordano Bruno (sez. arte contemporanea)
- Rassegna Internazionale dell'Acqua-La Chiena ('A Chiena Art Campagna Festival)-(prime edizioni 1982-1985);
- Le Porte dell'arte - Le Porte dell'acqua (1ª edizione 1997)
- Concorso Nazionale di Pittura Estemporanea (località Serradarce—1ª edizione 1978).

### Cucina
Elenco di alcune specialità culinarie campagnesi:
- Matass e fasul e Lagane e fasul, due primi piatti a base di pasta di grano fatta in casa, chiamata matassa e lagana, cucinata con fagioli.
- Lagane e ceci, pasta di grano fatta in casa, cucinata con i ceci.
- Gliummarielli, involtini di interiora di capretto o agnello, speziati eventualmente con aglio, prezzemolo, formaggio e peperoncino.
- Biscotto, pane di grano duro cotto due volte, simile come preparazione alla frisella; si gusta bagnandolo in acqua fredda e si condisce con pomodoro fresco, origano, sale e un filo d'olio extravergine d'oliva.
- Panariell', ciambella soffice ricoperta da una glassa di zucchero con confetti e ovetti di cioccolato.
- Zeppole di Natale, sono dolci fritti tipici, che si consumano durante il periodo natalizio, cosparsi con abbondante miele, dopo la cottura.
- Pastiera, è un dolce tradizionale, tipico del periodo pasquale, a base di pasta frolla, grano, ricotta, uova e dal profumo intenso di fiori d'arancio.[Senza fonti...Vanno riportate esclusivamente le pietanze e le bevande tipiche del comune.]

### Eventi

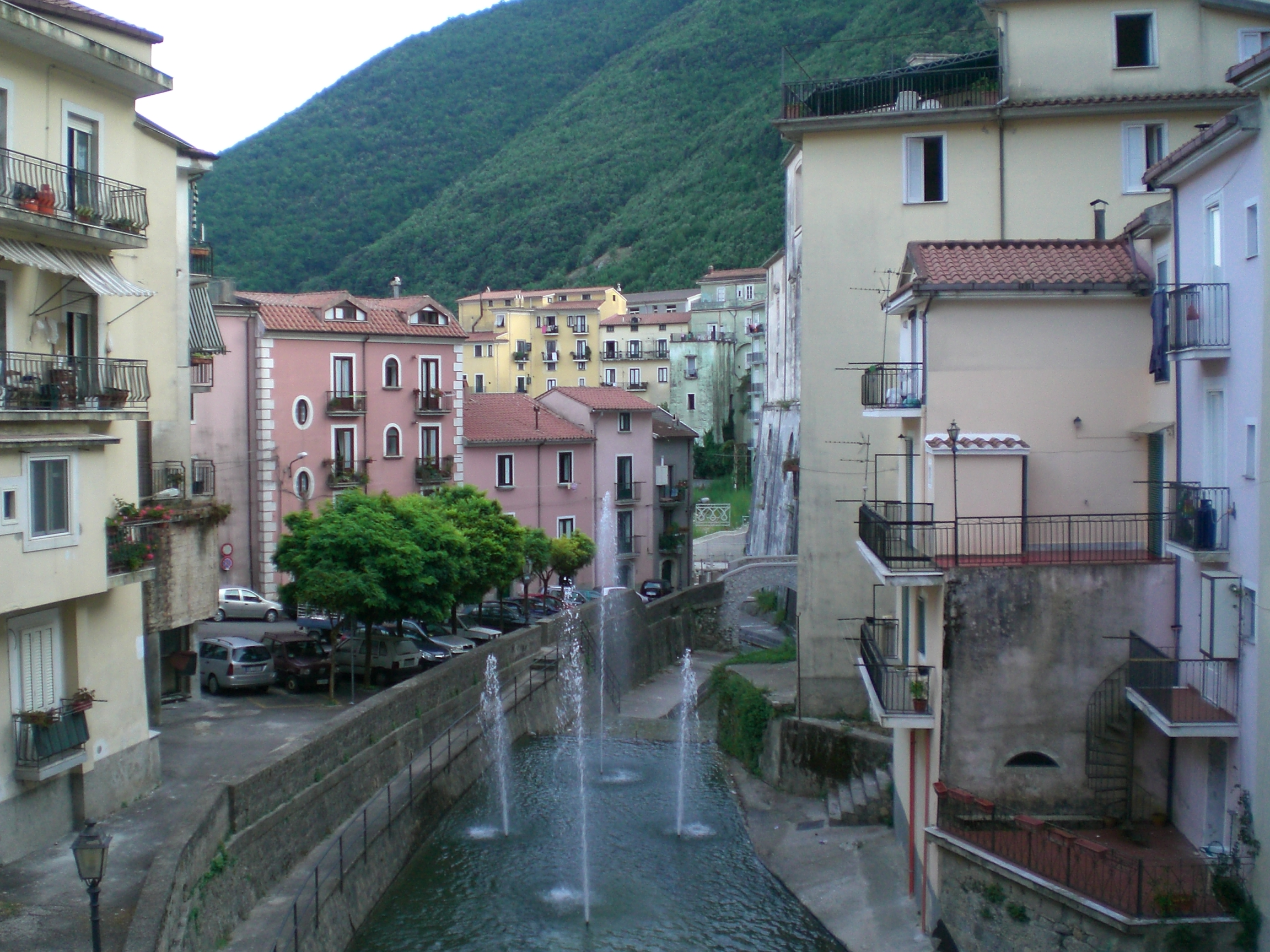
Il Tenza presso la concattedrale di Campagna

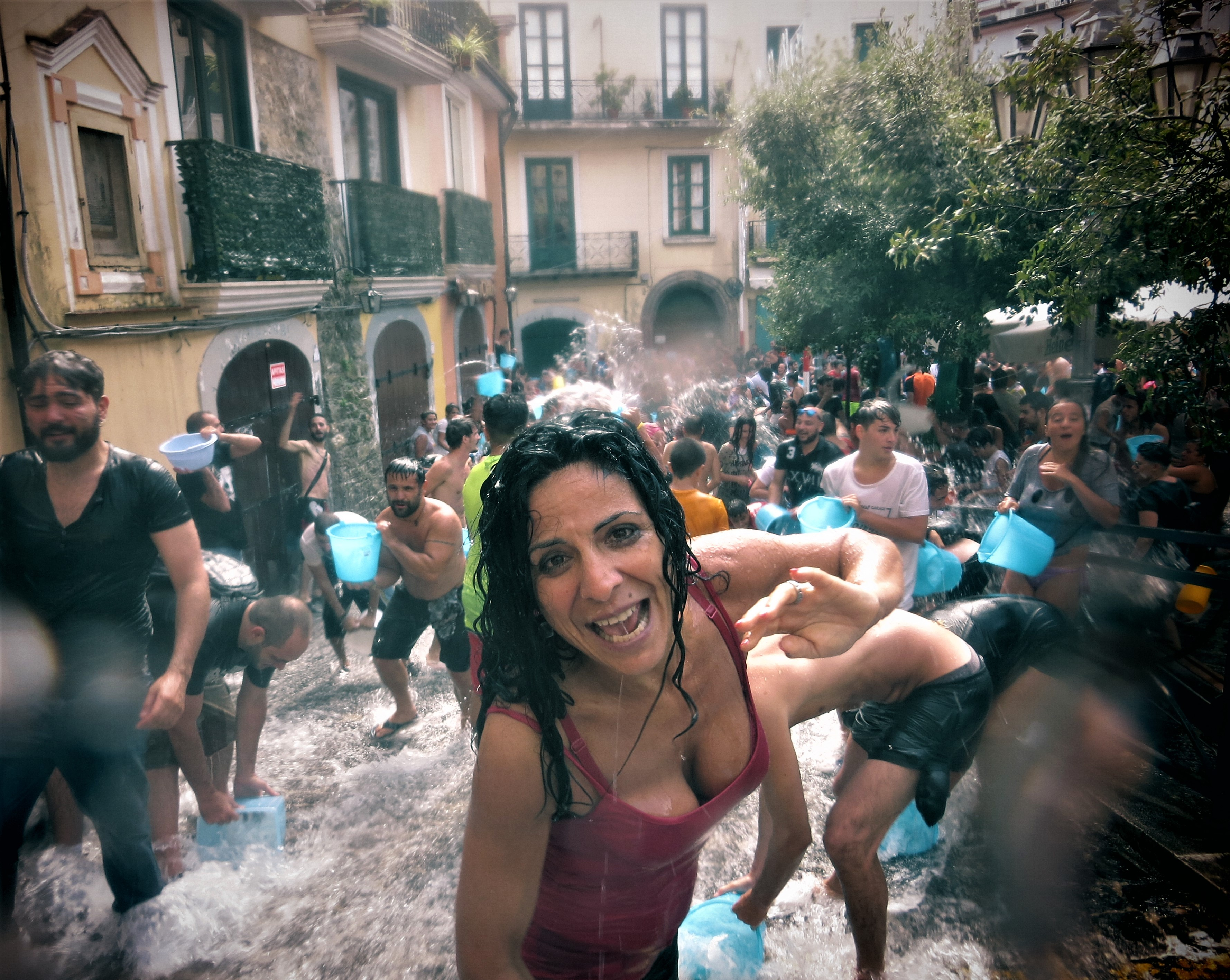
La secchiata alla Chiena del 2016

- 'A Chiena (la piena): si tratta di una deviazione pilotata delle acque del fiume Tenza lungo la principale arteria del centro storico, corso Umberto I. Di origine antica imprecisata. Scomparsa negli anni settanta, fu di nuovo ripresa dal comune di Campagna, nell'estate culturale del 1982, su proposta degli "Amici del Museo", in collaborazione del "Circolo Pescatori Tenza".
  - " 'A secchiata", tutti possono prendere a secchiate chiunque capiti loro a tiro, all'interno della deviazione del fiume.
  - "Chiena" - "Palo della cuccagna nell'acqua", "Tiro alla fune", "Corsa nei sacchi", "Corsa nelle carrozzelle" e altri giochi legati all'acqua
  - "Chiena Acqua Drink", passeggiata nell'acqua del fiume lungo il corso principale della città.
  - "Chiena Jazz Festival ", festival di musica jazz (dal 2009 interrotto per mancanza di fondi).
- Rassegna Internazionale dell'Acqua - 'A Chiena Art Festival dell'Acqua (15 luglio / 17 agosto) - (una rassegna spettacolare, multidisciplinare e multimediale, con residenze d'artista e laboratori site specific, dal 1985 al 1994, ripresa nel 1997, e poi di nuovo interrotta ufficialmente, per mancanza di fondi nel 1995,  non preventivati dall'Ente locale, con una ripresa nel 2006, e nuovamente interrotta nel 2012, e 2015, sempre per mancanza di fondi, ma soprattutto per mancanza di volontà politica da parte delle istituzioni, a favore di una così importante Rassegna/Art Festival, la maggiore attrazione turistica della città/territorio).
- Le Porte dell'Arte - Le Porte dell'Acqua (1 agosto / 1 settembre) , nei siti storici pubblici e privati, interni ed esterni, di ex Palazzi nobiliari ed ex botteghe artigiane del centro storico-antico. Il progetto originale, presentato al Comune di Campagna, nel 2006, da un'idea progettuale di James Putnam (un ex curatore del British Museum di Londra, il primo curatore al mondo ad aver organizzato una mostra d'arte contemporanea in un Museo Archeologico come il British), con il supporto di Alan Frenkiel (scrittore d'arte, curatore e manager), e di Angelo Riviello (artista e scenografo, non nuovo a queste esperienze), prevede un triangolare, che partendo dalla Città di Campagna, attraversa i Templi di Paestum, per arrivare alla Certosa di Padula (e ritorno), interagendo, infine, con il "Giffoni Film Festival del Cinema per ragazzi", di Giffoni Valle Piana, e con altri eventi estivi di rilevanza internazionale, come il "Festival del Jazz e Blues degli Alburni", di Serre, o "il Sele d'Oro" di Oliveto Citra.
- "I fucanoli" (falò): si tengono il 17 gennaio, festa di Sant'Antonio abate; l'evento consiste, appunto, nell'accendere fuochi nelle piazze (usanza comune un po' in tutta Italia, soprattutto nelle regioni meridionali). La festa è articolata da un triduo religioso, seguito da una processione lungo le vie cittadine. I fuochi pirotecnici annunciano la fine della celebrazione religiosa con il rientro della statua e l'inizio della festa popolare. Nel frattempo i rioni, che hanno accatastato la legna per i “fucanol'“ (i falò), si preparano a organizzare succulenti pietanze tradizionali; abbondanti arrostite di carni sono accompagnate da vini tipici locali, guidati da musiche e balli tradizionali.
- Premio Il Gerione : dal 2005 il Comune di Campagna organizza una rassegna nazionale di scuola & teatro intitolata Il Gerione (mese di maggio di ogni anno).
- La Guerra dei colori , nel fiume Tenza sotto la Cattedrale (1ª edizione 2008): due squadre si affrontano in una battaglia sfrenata fino all'ultima goccia di acqua colorata (mese di agosto). L'edizione, anche se dall'anno 2011 non ha avuto più luogo,  per assenza di fondi pubblici, pare che sia stata ripresa, in uno dei letti centrali del fiume Tenza, sotto la cattedrale.

## Geografia antropica

### Urbanistica
La città, sede prestigiosa di arcidiocesi vescovile, della quale era natio il nobile Melchiorre Guerriero, molto bene inserito in epoca rinascimentale tra i poteri e i potenti della curia romana, fu ridisegnata nell'urbanistica da Giulio Romano (allievo e collaboratore di Raffaello Sanzio alla realizzazione degli affreschi nelle Stanze del Vaticano), a cavallo tra il 1518 e il 1520, secondo il Vasari, nelle sue "Vite", come riportato nella versione integrale della casa editrice Newton, menzionando e definendo la Civitas Campaniae (la Città di Campagna), unitamente al centro storico di Napoli e di Pozzuoli, "..come una delle meraviglie antiche..). Si presume, che il nobile Guerriero avesse intenzione di invitare nella Civitas, Raffaello Sanzio. Il maestro essendo in primis il responsabile dei lavori al Vaticano e di conseguenza molto impegnato, oltre che malato (infatti, poco dopo morì nel 1520), delegò il suo allievo e collaboratore (il grande Giulio Romano, pittore e architetto) che ne prese degnamente il suo posto.

### Suddivisioni storiche
Il capoluogo è diviso in quartieri, sorto intorno a quattro chiese parrocchiali, attraversato dal fiume Tenza e lambito a occidente dal fiume Atri.
- San Bartolomeo il primo quartiere medievale sorto dopo l'anno mille, posto sulle pendici occidentali del colle Girolo con il Castello Gerione, sorto sotto l'amministrazione parrocchiale di San Bartolomeo.
- Zappino il secondo quartiere sorto dopo l'anno mille, situato sull'isola dei fiumi Tenza e Atri, costruito intorno alla parrocchia del SS. Salvatore e Sant'Antonino.
- Giudeca costruito tra le pendici meridionali del colle Girolo e il fiume Tenza, si erge intorno alla parrocchia di S. Maria della Pace nella Basilica Cattedrale.
- Casalnuovo fa riferimento alla parrocchia della SS. Trinità, mentre fino agli anni 70 alla Chiesa della Concezione con l'attiguo ex complesso degli Osservanti (oggi ridotta in rudere, dopo l'abbattimento avvenuto nel 1987).

I rioni sono:
- La Strada Nuova che lungo il Corso Vittorio Emanuele III, porta al Castagneto e in Via Trinità, e proseguendo lungo la Via Normanni, collega Casalnuovo, la Concezione, Ponte Dauli-Romanelle e Carriti, e lungo la strada interna dietro al Castello "Girone" che porta a San Leo/San Bartolomeo nord, che come una piccola arteria collega il Quartiere Zappino fino al bivio di Via Roma/Via Madonna delle Grazie.
- Sant'Agostino, posto nel quartiere di Zappino, è costruito su una rupe a ridosso del fiume Atri.
- Sant'Antonio appartiene alla parrocchia della Giudeca, è in realtà un borgo, posizionato fra il fiume Tenza e le propaggini meridionali del monte Ripa della Guardia.

### Frazioni
Elenco delle frazioni come riportato nello Statuto del Comune di Campagna:
- Camaldoli: 103 abitanti, 355 m s.l.m.
- Galdo: 200 abitanti circa, 146 m s.l.m.
- Mattinelle: 200 abitanti circa, 109 m s.l.m.
- Puglietta: 870 abitanti, 352 m s.l.m.
- Quadrivio: 5 352 abitanti, 185 m s.l.m.
- Romandola-Madonna del Ponte: 144 abitanti, 176 m s.l.m.
- Santa Maria La Nova: 440 abitanti, 255 m s.l.m.
- Serradarce: 447 abitanti, 380 m s.l.m.

### Altre località del territorio
In base al 14º Censimento ISTAT vengono menzionati anche i seguenti centri abitati:
- Avigliano: 57 abitanti, 450 m s.l.m.
- Folcata: 465 abitanti, 225 m s.l.m.
- Oppidi-Varano: 292 abitanti, 280 m s.l.m.
- San Paolo: 164 abitanti, 90 m s.l.m.
- San Zaccaria: 213 abitanti, 380 m s.l.m.
- Vallegrini: 144 abitanti, 170 m s.l.m.

Altre località:
- Petenzone, Romanelle, Varchera, Persano Scalo, Pezzarotonda, Ponte Barbieri, Rufigliano, Saginara, San Vito, Sant'Angelo, Tuoro/Tuori.

## Economia

### Agricoltura
Il territorio è prevalentemente destinato alla produzione agricola e rientra nell'area di produzione dell'olio di oliva DOP Colline Salernitane; il comune ha aderito all'Associazione Nazionale Città dell'Olio e fa parte del consorzio G.A.L. Colline Salernitane.
Il territorio comunale è una zona di produzione dei seguenti prodotti:
- Carciofo di Paestum (IGP).
- Mela annurca campana (IGP)
- Fragolina degli Alburni e dell'Alto Sele.[36]
- Castagna di Acerno.[37]

### Industria
Nei pressi dello svincolo autostradale sono concentrate la maggior parte delle attività industriali e artigianali. A partire dal 2006 è stata realizzata un'area P.I.P. (piano di insediamento produttivo) in cui sono confluite numerose aziende. L'unica società di rilevanza nazionale è stata la RDB, ora dismessa.
Nelle zone basse, sono attivi anche alcuni caseifici, nella produzione di formaggi e mozzarella di bufala.

### Turismo
La città di Campagna è stata riconosciuta come un comune a prevalente Economia Turistica. I principali attrattori turistici sono: il centro storico, il Castello Gerione (visitabile solo a piedi con una guida interna, in mancanza di un collegamento adeguato), oltre che ai monumenti storici e religiosi, riconosciuta come una delle porte di ingresso al Parco regionale dei monti Picentini; l'oasi naturale del Monte Polveracchio; l'oasi naturale del fiume Sele di Persano nella condivisione territoriale con il Comune di Serre; la ricca vegetazione della città, attraversata nel centro storico dai fiumi Atri e Tenza, dove da quest'ultimo, nasce la tradizione de 'A Chiena.

## Infrastrutture e trasporti

### Strade

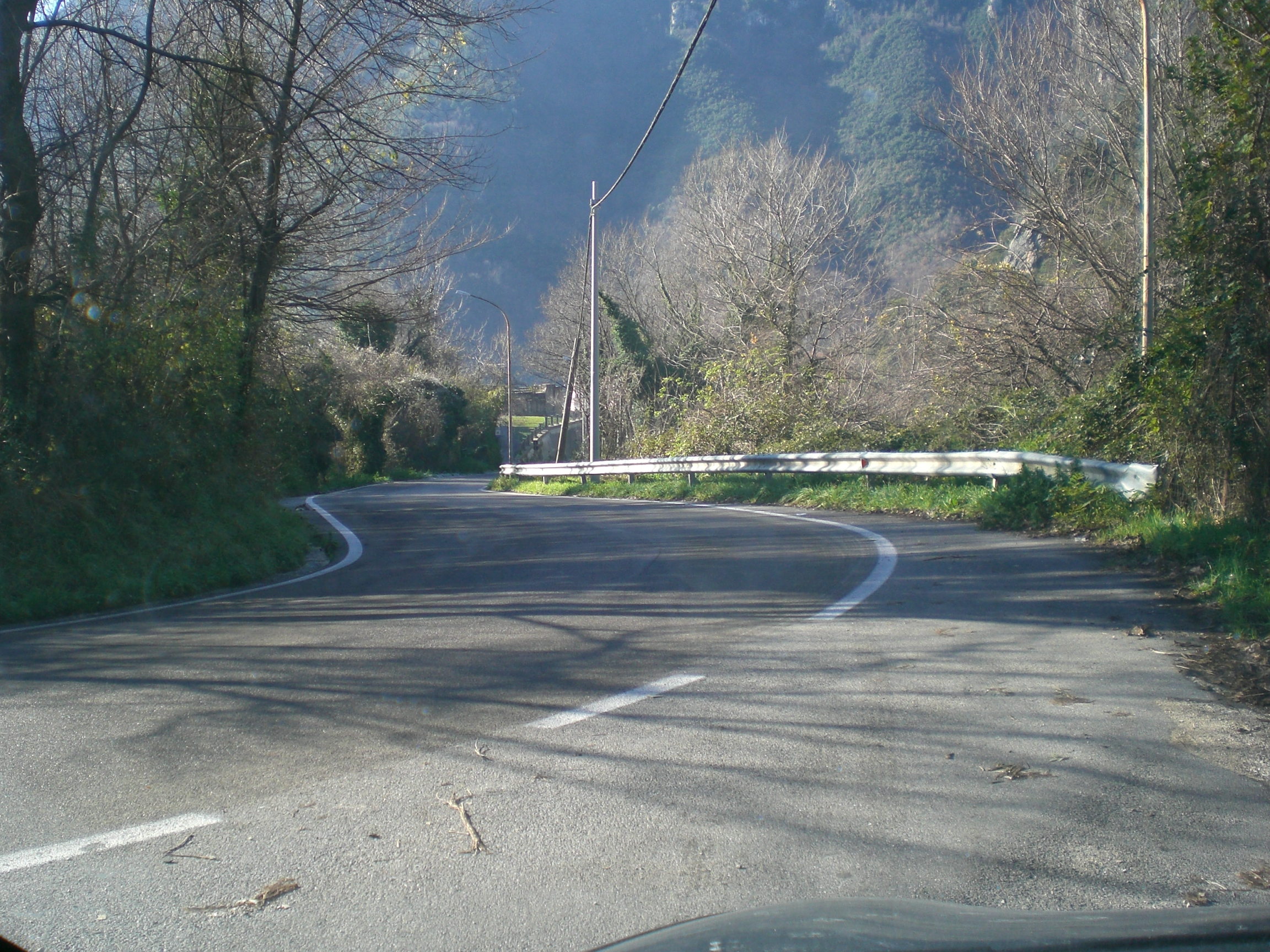
Tratto della SP 31

La città è dotata dell'omonima uscita autostradale sull’Autostrada A2 del Mediterraneo in loc. Rufigliano e di un'area di servizio in località Saginara.
Le strade statali che attraversano il comune sono:
- la Strada statale 91 della Valle del Sele, principale asse viario del territorio che lo attraversa da ovest a est collegandolo a Eboli e l'Alto Sele:
- la Strada statale 19 delle Calabrie, che attraversa solo la parte meridionale del territorio collegando lo svincolo autostradale di Campagna con gli Alburni.

Il territorio comunale è attraversato da numerose strade provinciali; quelle di maggiore rilevanza sono le seguenti:
- Strada Provinciale 9/a Innesto SS 91 a Valle Cupa-Cimitero di Oliveto Citra, collegamento fra Campagna e Oliveto Citra.
- Strada Provinciale 31/a, Innesto SS 91 (Quadrivio Campagna)-Campagna, principale collegamento tra Quadrivio e Campagna.
- Strada Provinciale 38 Innesto SS 91 (Bivio Campagna)-Innesto SS 19 (Bivio Persano), collegamento fra lo svincolo autostradale e il territorio comunale.

Altre strade provinciali sono:
- Strada Provinciale 31/b, Campagna-S.Maria di Avigliano (detta "Strada Provinciale per Acerno").
- Strada Provinciale 31/c, S.Maria di Avigliano-Pietra di mastro Agostino.
- Strada Provinciale 31/d, Pietra di mastro Agostino-Toriello, in fase di completamento per Acerno.[40]
- Strada Provinciale 40 Innesto SS 19-Stazione di Persano.
- Strada Provinciale 106 Campagna (Cappuccini)-Bivio Romandola.
- Strada Provinciale 153 Puglietta-Camaldoli di Campagna.
- Strada Provinciale 233 Innesto SP 31 (S. Vito di Campagna)-Innesto SS 91.
- Strada Provinciale 234 Strada Mattinelle Innesto SS 91-Innesto SS 19.
- Strada Provinciale 235 Innesto SP 234-Innesto SP 38 (Contrada Starzolella).
- Strada Provinciale 253 Strada Vecchia Matera: Innesto SP 153 (Puglietta)-Località Santo Spirito.

### Ferrovie
- Stazione di Campagna-Serre-Persano, sulla tratta ferroviaria Battipaglia-Potenza-Metaponto.
- Dall'Ottocento al 1968 è stata attiva la stazione di Tuori-Serradarce sempre sulla linea Battipaglia-Potenza-Metaponto.

### Mobilità urbana
La mobilità è affidata, per quanto riguarda i trasporti extraurbani, alla società Sicurezza e Trasporti Autolinee - Sita Sud S.r.l. che collega il centro storico e le principali frazioni, con Salerno e Oliveto Citra; la Società Consortile Salernitana Trasporti collega il capoluogo, Quadrivio e Galdo con Serre.
Il trasporto urbano è gestito dalla società Autolinee L.A.S., che collega tutte le frazioni col capoluogo.

## Amministrazione

### Altre informazioni amministrative
Il comune fa parte della Comunità montana Tanagro - Alto e Medio Sele.
Le competenze in materia di difesa del suolo sono delegate dalla Campania all'Autorità di bacino interregionale del fiume Sele e all'Autorità di bacino regionale Destra Sele.
Per quel che riguarda la gestione dell'irrigazione e del miglioramento fondiario, l'ente competente è il Consorzio di bonifica in Destra del fiume Sele.
La gestione del ciclo dell'acqua è affidato all'ATO 4 Sele.

## Sport
Attualmente la Asd Città di Campagna e la Asd Quadrivio sono le maggiori società di calcio che rappresentano Campagna a livello dilettantistico.
A Campagna ha sede la società di pallavolo Fortitudo Campagna. fondata nel 2005.

### Impianti sportivi
Nel comune si trovano: il campo di calcio comunale con una capienza di 400 posti a sedere; il Palazzetto dello sport, realizzato in località Quadrivio, e un campo da tennis in località Carriti, nei pressi della Concezione/Casalnuovo.